# كارل بريولوف
كارل بافلوفيتش بريولوف (بالروسية: Брюллов, Карл Павлович) (12 ديسمبر 1799 ، سانت بطرسبرغ، روسيا - 11 يونيو 1852 ، مانزيانا، المنطقة البابوية)  رسام روسي من أشهر رواد الحركة الكلاسيكية والرومانسية، تناولت اغلب لوحاته المواضيع التاريخية.

## نظرة عامة على مسيرة الفنان
ولد في عائلة من الفنانين.  نجل النحات الأكاديمي برولو إيفانوفيتش، والذي أصبح معلمه الأول.  في 1809-1821 درس في الأكاديمية الإمبراطورية للفنون تحت إشراف أساتذة بالفن من امثال إيجوروف إيغوروفيتش، وشيبوف كوزميتش. تخرج من الأكاديمية وحاز على الميدالية الذهبية عن لوحة «ظهور ثلاثة ملائكة لإبراهيم». من 1822 إلى 1834 ، كمتقاعد من جمعية تشجيع الفنانين، عاش وعمل في إيطاليا، حيث رسم لوحته الشهيرة «آخر يوم لبومبي» والتي مُنحت الجائزة الكبرى في باريس. في الوقت نفسه، رسم عددًا من اللوحات، بما في ذلك لوحة «المراة الخيالة» (1832)، والتي جلبت له شهرة كبيرة. في عام 1835 سافر إلى اليونان وتركيا، حيث قام خلالها بعدد من الأعمال التصويرية. في نفس العام عاد إلى روسيا، حتى عام 1836 عاش في موسكو، حيث التقى ألكسندر بوشكين، ثم انتقل إلى سانت بطرسبرغ. في 1836-1849 عمل استاذا في أكاديمية الفنون. رسم عددًا من البورتريات لأشهر الشخصيات الروسية، بما في ذلك بورترية للكاتب نيستور كوكولنيك (1836)، والنحات إيفان فيتالي (1837)، والشاعر فاسيلي جوكوفسكي (1837)، والكاتب إيفان كريلوف (1839)، والموسيقي ميخائيل غلينكا. واللذين اصبحا من أصدقاء الفنان.
في 1843-1847 شارك في رسم لوحات لكاتدرائية كازان، وكاتدرائية سانت إسحاق في سانت بطرسبرغ والتي أكملها الفنان بيوتر باسين. بسبب المرض، غادر في عام 1849 إلى جزيرة ماديرا. خلال حياته هناك قام برسم عدد كبير من لوحات الألوان المائية لأصدقائه ومعارفه. من عام 1850 عاش في إيطاليا. كان عضوًا في أكاديميات ميلانو وبارما، وكذلك في أكاديمية القديس لوقا في روما.
أصبح أعمال كارل بريولوف ذروة الرومانسية الروسية المتأخرة، عندما تم استبدال الشعور بالكمال المتناغم وجمال العالم بإحساس بالمأساة والصراع في الحياة، والاهتمام بالعواطف القوية، والمواضيع والمواقف غير العادية. تم إبراز اللوحات التاريخية مرة أخرى، لكن موضوعها الرئيسي الآن ليس صراع الأبطال، كما هو الحال في الكلاسيكية، ولكن مصير الجماهير البشرية. جمع بريولوف في عمله المركزي «اليوم الأخير في بومبي» بين دراما الحركة وتأثيرات الإضاءة الرومانسية واللدونة الكلاسيكية المثالية للشخصيات. جلبت اللوحة للفنان شهرة كبيرة في كل من روسيا وأوروبا.
قام بريولوف، وهو أستاذ بارز في كل من الصور الاحتفالية والغرفة، بتطور يشير إلى عصر الرومانسية في عمله - من القبول المبهج لحياة أعماله المبكرة مثل «المراة الخيالة» (1832) إلى علم النفس المعقد للأعمال اللاحقة "صورة شخصية" (1848)، تأثيراً على إنجازات النصف الثاني من القرن، على سبيل المثال، لوحة إيليا ريبين "بورترية للملحن بتروفيتش موسورجسكي (1881). كان لبريولوف تأثير كبير على الفنانين الروس، ومن بينهم العديد من المتابعين والمقلدين.
على النصب التذكاري للنحات ميخائيل ميكيشين «الألفية الروسية»، الذي أقيم في نوفغورود عام 1862 ، تم تصوير كارل بريولوف مع 16 شخصية من الكتاب والفنانين من الدولة الروسية من العصور القديمة إلى منتصف القرن التاسع عشر.

## السيرة الذاتية

### طفولة الفنان والدراسة في الأكاديمية

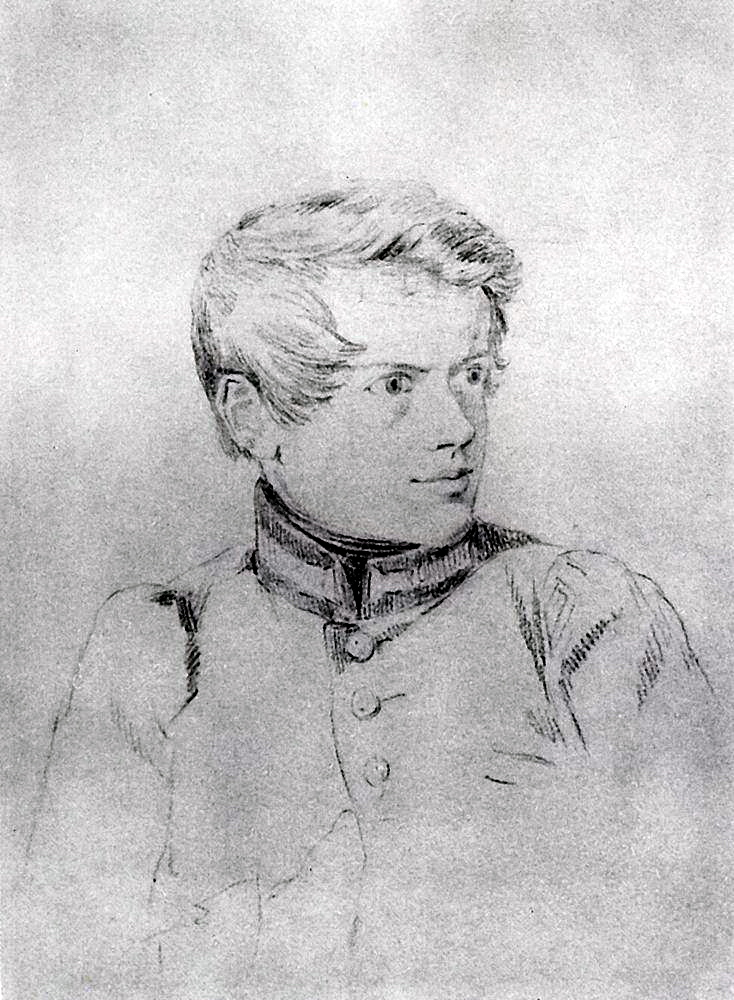
كارل بريولوف بورترية ذاتية في سن 16 1813-1816.

ولد كارل بريولوف في 23 ديسمبر 1799 في سانت بطرسبرغ في عائلة النحات الأكاديمي برولو إيفانوفيتش، وزوجته ماريا إيفانوفنا، والتي كانت أكاديمية ومعلمة في فصل منحوتات الزينة في أكاديمية سانت بطرسبرغ للفنون، بالإضافة إليه، أنجبت الأسرة ثلاثة أبناء وبنتين.
منذ الطفولة المبكرة، على الرغم من مرضه، أتقن كارل، بناءً على طلب والده، الذي أراد تعليم الصبي الرسم، المهارات اللازمة لمهنة المستقبل، رسم الأشخاص والحيوانات من زوايا مختلفة، ومنذ عام 1805 ، عندما تقاعد والده، غالبًا ما ساعده في العمل على تصميم كنيسة كرونشتاد وفي أمور أخرى مختلفة.
في أكتوبر 1809 ، تم تسجيل بريولوف في الأكاديمية الإمبراطورية للفنون في سانت بطرسبرغ، حيث درس حتى عام 1821. كان من بين أساتذته «أندريه إيفانوف» سرعان ما أثبت كارل نفسه كطالب موهوب لامع ومتعدد الاستخدامات، تمكن بسهولة من التعامل مع جميع المهام التعليمية، بفضله نال حبًا جماهيرياً. في المدرسة الثانوية، غالبًا ما يساعد الشاب زملائه الطلاب، في تصحيح أوراق الامتحانات الخاصة بهم مقابل رسوم رمزية. في وقت لاحق حصل كارل على الميدالية الذهبية في فئة الرسم التاريخي.
كان أول عمل مهم لبريولوف هو لوحة «عبقرية الفن» (1817-1820 ، المتحف الروسي، سانت بطرسبرغ)، التي تم إنشاؤها وفقًا للمتطلبات الأكاديمية واعترف بها المجلس الأكاديمي كنموذج للنسخ. في عام 1819 ، رسم الفنان الشاب لوحة شهيرة أخرى «نرجس ينظر إلى الماء»، اشتراها أساتذه «أندريه إيفانوف» لمجموعته. الآن يتم الاحتفاظ بها في المتحف الروسي في سانت بطرسبرغ.

### الرحلة الأولى إلى إيطاليا. فترة الحياة الإيطالية (1823-1835)

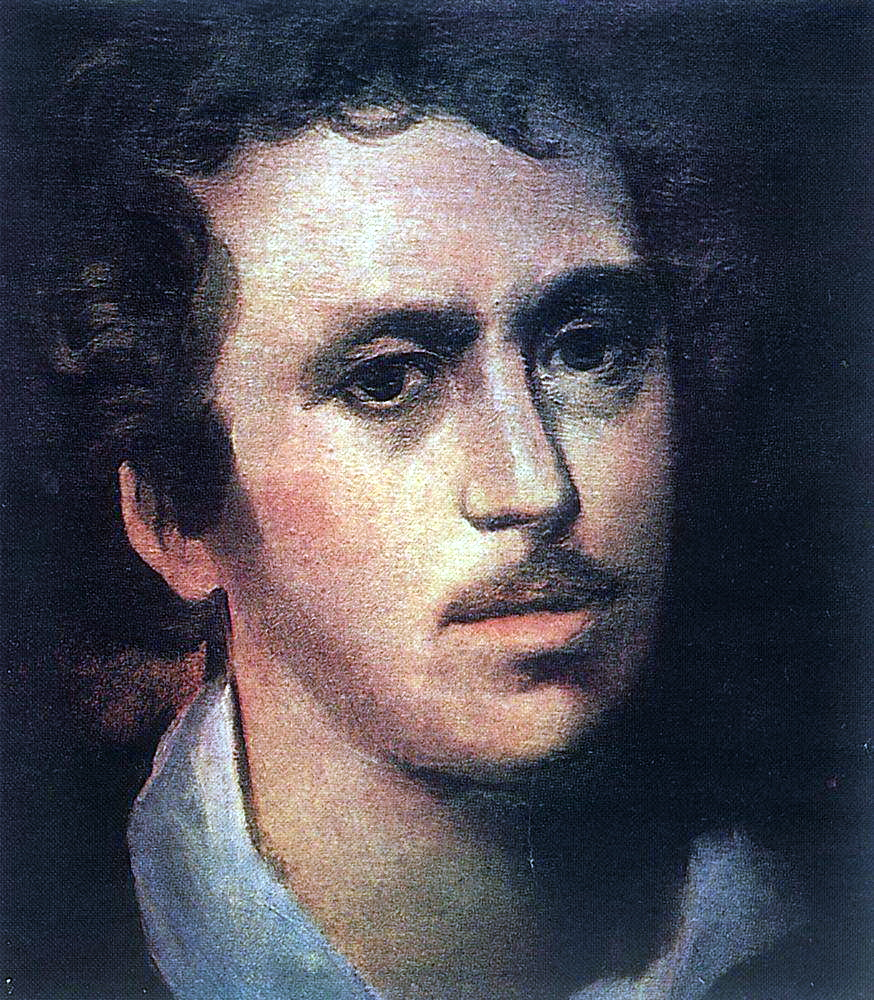
كارل بريولوف بورترية ذاتية في سن 24 1823.

في عام 1821 ، تخرج بريولوف من الأكاديمية، وأثناء تخرجه، رسم لوحة «ظهور ثلاثة ملائكة لإبراهيم»، والتي نال عنها الميدالية الذهبية الكبيرة والحق في رحلة إلى الخارج. لكن رئيس الأكاديمية إيه إن أولينين أصر على بقاء الفنان الشاب في الأكاديمية لمدة ثلاث سنوات أخرى لتحسين مهاراته، وتعيينه موهوبًا قليلًا وعدم تمتع بسلطة الطلاب الفنان أ.إرمولايف. تم رفض طلب بريولوف لاستبدال المعلم. ثم تخلى كارل عن الرحلة. في هذا الوقت بالذات، قامت جمعية تشجيع الفنانين، التي أنشأها مؤخرًا رعاة الفن المشهورون، بلفت الانتباه إلى الرسام، ولكي يقتنع بموهبته، دعته إلى أداء العديد من الأعمال في الجمعية، واعَدوه بدفع ثمن رحلته للخارج في المقابل. كانت نتيجة هذا الاقتراح لوحتين لبريولوف أولها «أوديب وأنتيجون» (1821) و «توبة بولينيكس» (1821)، وبعد ذلك تمت دعوته للسفر إلى الخارج لتحسين مهاراته. في المقابل، كان ملزمًا بتجميع تقارير مفصلة عن انطباعاته ونتائج دراسة الأعمال الفنية، وكذلك تقديم أعمال جديدة. وافق كارل، وغادر مع أخيه ألكساندر إلى إيطاليا في 16 أغسطس 1822. حتى عام 1822 حمل كارل وألكسندر بريولوف لقب أسلافهما «بريولو». ولكن في سياق هذه الرحلة، أعطي اسم عائلة الشقيقين طابع الجنسية الروسية، من خلال كلمة تنتهي بالمرسوم الإمبراطوري، الذي حصل على إذن الإمبراطور ألكسندر الأول لرحلتهم الفنية إلى الخارج.
في مايو 1823 ، وصل الأخوان بريولوف إلى روما، وزاروا ريجا، وكونيجسبيرج، وبرلين، ودريسدن، وميونيخ، والبندقية، وبادوا، وفيرونا، ومانتوا، وبولونيا على طول الطريق. حرفيًا فور وصوله إلى روما، تلقى الفنان تكليفًا من جمعية الفنانين لعمل نسخة من لوحة رافائيل الجدارية «مدرسة أثينا»، والتي أصبحت آخر عمل للرسام كطالب.
عند وصوله إلى إيطاليا، أصبح بريولوف مهتمًا بالرسم النوعي، وبدأ، جنبًا إلى جنب مع اللوحات المتعلقة بالموضوعات التاريخية والدينية، في كتابة أعمال حول هذا الموضوع، مستوحى من الواقع المحيط به. كان أول عمل ناجح في هذا النوع هو لوحة «الصباح الإيطالي» (1823). عند رؤيتها في سانت بطرسبرغ، اندهش معاصروه من التفسير الأصلي للحبكة ونضارة الرسالة، وقدم الإمبراطور نيكولاس الأول، بعد أن قدم له جمعية تشجيع الفنانين هذه اللوحة، قدم لبريولوف خاتمًا من الألماس وأمره برسم لوحة لها. كانت عملاً «بعد الظهر الإيطالي» (1827 ، المتحف الروسي، سانت بطرسبرغ)، ومع ذلك، لم يعجب العمل الإمبراطور ولا جمعية ترويج الفنانين بسبب حبكة أللوحة غير الملائمة بشكل عام من وجهة نظر الفن الراقي. ردا على الانتقادات، قطع بريولوف العلاقات مع جمعية تشجيع الفنانين في عام 1829.

### بريولوف كفنان ألوان مائية

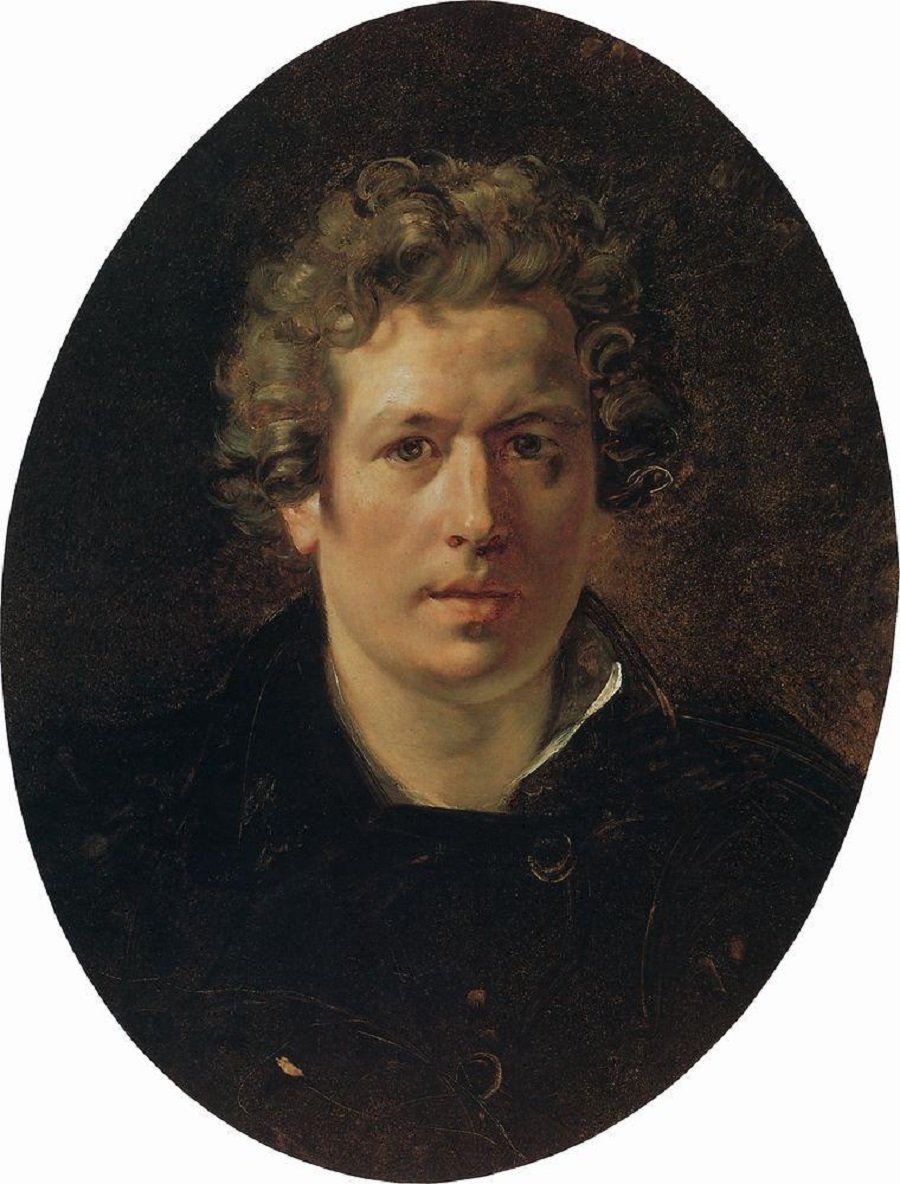
كارل بريولوف بورترية ذاتية في سن 34 1833.

بالإضافة إلى اللوحات الكبيرة من الرسم النوع، في عام 1827 ، أصبح الفنان مهتمًا بإنشاء الألوان المائية - وهي أعمال صغيرة الحجم أصبحت فرصة جيدة للفنان لنقل ملاحظات الحياة. بسبب موضوعها، كانت تسمى هذه الأعمال «النوع الإيطالي»، حيث تم طلبها في أغلب الأحيان من قبل الأرستقراطيين كتذكار من إيطاليا وكان الغرض منها هو خدمة أغراض الترفيه والتزيين. ومع ذلك، بالإضافة إلى الألوان المائية المصنوعة حسب الطلب، كتب بريولوف أيضًا أعمالًا مستقلة تمامًا في هذا النوع. تميزت كل منهم بالهواء، أشعة الشمس، الخفة، تطور الحبكة، المثالية، في بعض الحالات - سخرية المؤلف على أبطاله مثل لوحة «نوم راهبة»، (1831)، (المتحف الروسي، سانت بطرسبرغ). كقاعدة عامة، رسم الفنان ألوانًا مائية باستخدام بقع ألوان موجزة كبيرة، مما يحقق تعبيرًا عن تركيباتها المتناقضة. كانت أعماله الأولى صغيرة الحجم وتنقل بشكل أساسي الخبرات الشخصية للأبطال مثل «موعد مقاطع»، (1827)، (معرض تريتياكوف، موسكو)؛ في وقت لاحق بدأ في تضمين عدد متزايد من الناس «المشي في ألبانو»، (1833)، (معرض تريتياكوف، موسكو)، ولم يبدأ الدور الأخير فيهم في لعب المناظر الطبيعية. كانت بعض الألوان المائية عبارة عن مناظر طبيعية بحتة مثل لوحة «وادي إتومسكايا قبل عاصفة رعدية»، (1835)، متحف الدولة للفنون الجميلة، موسكو). ربما كان العيب الشائع لهذه الأعمال هو عدم وجود تفسيرات نفسية في الصور، لكن قوانين هذا النوع غالبًا لا تعني وجود مثل هذه في الألوان المائية. معظمهم يمجد إيطاليا بطبيعتها الجميلة ويمثل الإيطاليين كشعب حافظ وراثيًا على الجمال القديم لأسلافهم، وهبوا اللدونة الفطرية ونعمة الحركات والمواقف والعيش وفقًا لقوانين الجمال والجماليات.
لكن الشهرة الحقيقية والشعبية في إيطاليا جلبت للفنان الشاب من خلال لوحاته لممثلي النبلاء الإيطاليين ومواطنيهم. ليس أقلها دور في قرار بريولوف بقطع العلاقات مع جمعية تشجيع الفنانين هو حقيقة أنه في ذلك الوقت كان هناك العديد من الأوامر، مما سمح له بالاستغناء عن الدعم المالي من الخارج. تميزت لوحات بريولوف في الفترة الإيطالية بمزيج من عناصر الكلاسيكية والواقعية والباروك، والرغبة في نقل الحياة الداخلية للأبطال - أحيانًا من خلال وفرة من التفاصيل اليومية، المصممة للكشف الكامل عن أبطال اللوحات والعالم الذي يعيشون فيه. في بعض الأحيان كانت أعماله مزخرفة إلى حد ما، وذلك بفضل التطور المؤكد للمفروشات والنماذج المصورة. تم الحفاظ على هذه الميزة في بعض أعمال الفترة المتأخرة من للرسام.
في عام 1830 ، بدأ بريولوف العمل على لوحة كبيرة ذات حبكة تاريخية الا وهي «اليوم الأخير لبومبي» (1830-1833)، بتكليف من أناتولي ديميدوف، أمير سان دوناتو الأول. ارتبطت فكرة أللوحة بأسلوب علم الآثار الذي نشأ في ذلك الوقت، في عام 1828 ، أختار الفنان حدث اندلاع فيزوف. من أجل نقل أكثر دقة للمأساة، درس بريولوف بعناية العديد من المصادر الأدبية التي تحدثت عن الكارثة القديمة، وزار الحفريات في بومبي وهيركولانيوم وصنع عددًا من الرسومات التخطيطية للمناظر الطبيعية والآثار والأشكال المتحجرة على الفور. ومن المعروف أن اللوحة تصور جزءًا من شارع المقابر الذي صوره الفنان وظهره إلى بوابات المدينة. في الوقت نفسه، التقى بـ يوليا سامويلوفا، وهي أرستقراطية من عائلة سكافرونسكي، ومن أقارب الإمبراطورة كاثرين الأولى)، بالإضافة إلى اللوحة غير المكتملة «المراة الخيالة» (1832)، معرض تريتياكوف، موسكو)، والتي لخص بها الفنان سعيه الإبداعي، ترتبط أيضًا بهذه المرحلة من حياة بريولوف.

### العودة إلى روسيا. فترة بطرسبورغ (1836-1849)

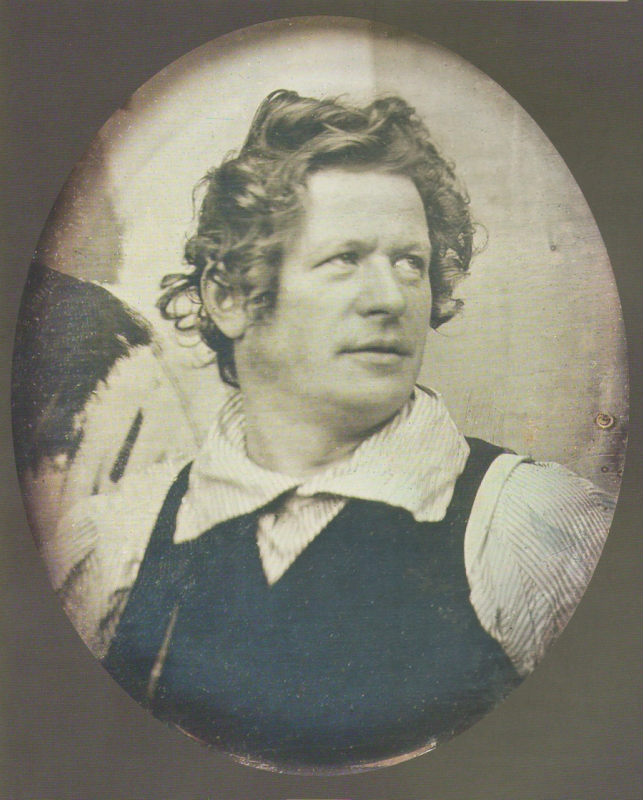
صورة داجيرية لكارل بريولوف في مطلع الاربعينات من عمره.

اكتملت لوحة «اليوم الأخير لبومبي» في عام 1833 وأحدثت ضجة كبيرة في أوروبا وروسيا. بالنسبة للرسم الروسي، أصبح هذا العمل ابتكارًا، في المقام الأول بسبب الطبيعة المختلفة للعمل، التي لم تصور شخصية تاريخية بارزة، ولكن شعبًا بأكمله خلال ساعات المأساة. عند رؤية الإمبراطور نيكولاس الأول للوحة، رغب في رؤية بريولوف شخصيًا في سانت بطرسبرغ وأعطاه أمرًا بالعودة إلى وطنه. ومع ذلك، قبل العودة ألى الوطن، قبل الرسام دعوة الكونت «ف.ب. دافيدوف» للمشاركة في رحلة إلى آسيا الصغرى واليونان والجزر الأيونية. في أثينا، أصيب بريولوف بمرض خطير من الحمى الصفراء، ولهذا السبب أُجبر على التخلي عن رفاقه. بعد أن تعافى قليلاً، ذهب الرسام عبر آسيا الصغرى إلى القسطنطينية، حيث كان ينتظره أمر جديد من الإمبراطور للوصول على الفور إلى سانت بطرسبرغ ليحل محل الأستاذ في الأكاديمية الإمبراطورية للفنون. أخيرًا، في عام 1836 ، عاد بريولوف إلى سانت بطرسبرغ عبر أوديسا وموسكو. استمرت الإقامة في موسكو، حيث وصل الرسام في ديسمبر 1835 ، لعدة أشهر: أستقبلت موسكو بريولوف كبطل، ونظمت حفلات استقبال احتفالية على شرفه. في إحدى هذه الأمسيات، التقى الفنان ألكسندر بوشكين. حدث آخر كان معرفته برسام البورتريه الشهير في موسكو، فاسيلي تروبينين، حتى في إيطاليا، سمع بريولوف الكثير عنه. نما التعارف إلى صداقة قوية: أثناء إقامته في موسكو، غالبًا ما زار بريولوف، الذي كان يقدر بشدة موهبة الفنان واحترافه، وصفاته الشخصية، تروبينين، متجاهلاً أكثر من مرة حفل العشاء التالي الذي تم تنظيمه على شرفه. ومع ذلك، بالإضافة إلى حضور حفلات الاستقبال، واصل بريولوف العمل على أعمال جديدة، ورسم صور للشاعر أليكسي كونستانتينوفيتش تولستوي.

في سانت بطرسبرغ، كان من المتوقع أن يحضر الرسام حفل استقبال في أكاديمية الفنون تقديراً للوحته «اليوم الأخير لبومبي». عند وصوله، تمكنت أللوحة من زيارة باريس (اللوفر، 1834)، حيث استقبلها النقاد الباريسيون بحرارة، على الرغم من أنها فازت بالجائزة الأولى في صالون باريس عام 1834، على الرغم من أن ذلك الوقت كان عصر ديلاكروا والرومانسية الفرنسية. تم التبرع باللوحة من قبل ديميدوف لنيكولاس الأول، الذي وضعها في متحف هيرميتاج الإمبراطوري، ثم تبرع بها لأكاديمية الفنون. وهي موجود حاليًا في المتحف الروسي.

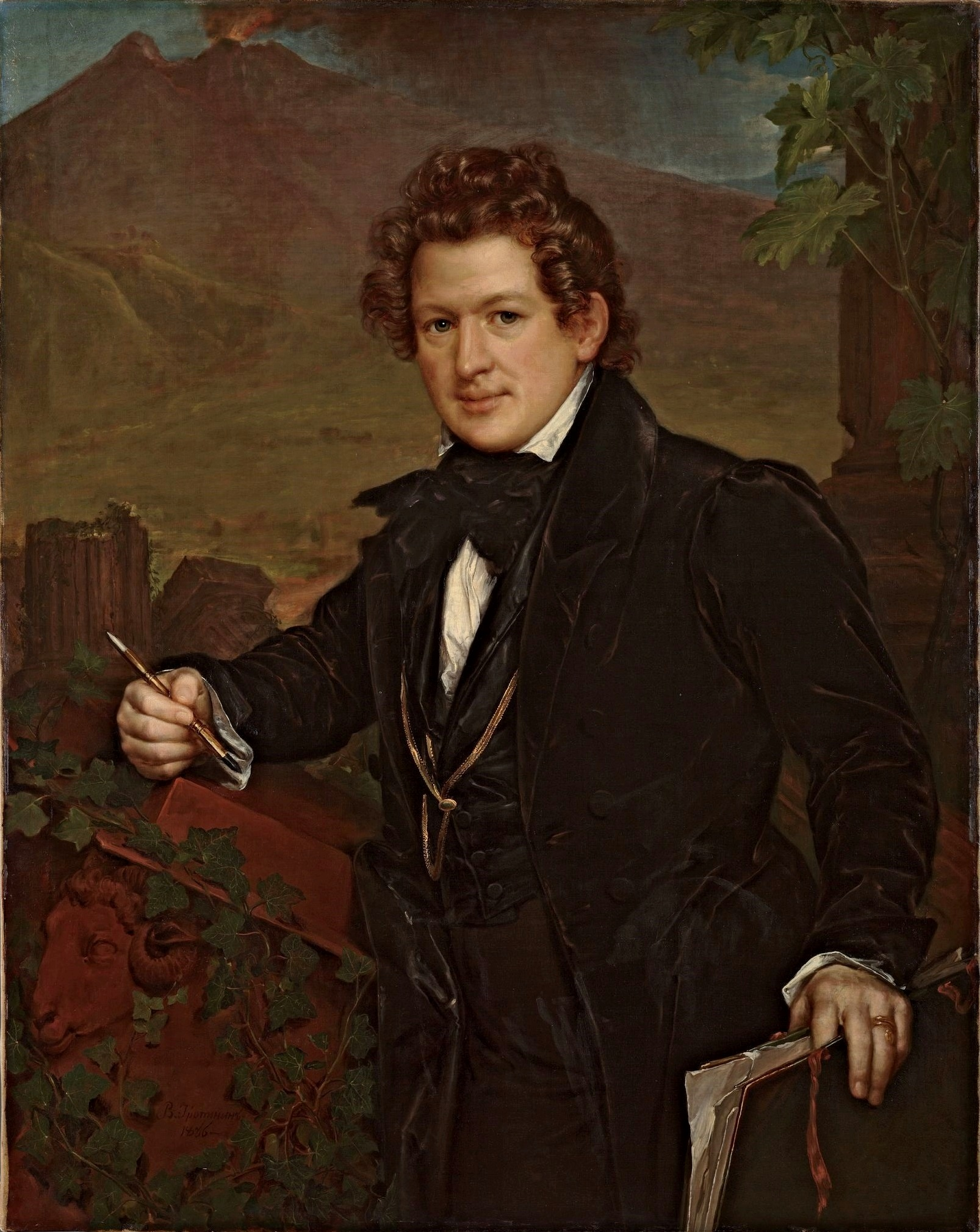
كارل بريولوف بريشة فاسيلي تروبينين 1836

"وأصبحة "اليوم الأخير في بومبي"
للفرشاة الروسية في اليوم الأول.

~ إي إيه باراتينسكي

### الحصول على لقب أستاذ
من 1836 إلى 1849 عاش بريولوف وعمل في سانت بطرسبرغ. فور عودته إلى العاصمة ، حصل على لقب أستاذ مبتدئ (من الدرجة الثانية) في أكاديمية الفنون ، وعهد إليه بقيادة فصل التاريخ بالأكاديمية وطُلب منه رسم اوحة كبيرة حول موضوع من التاريخ الروسي ، التي وافقت عليها الأكاديمية ووافق عليها الإمبراطور ، من أجل الحصول على لقب أستاذ كبير. كان من المفترض أن تكون هذه اللوحة «حصار بسكوف للملك البولندي ستيفن باثوري عام 1581» (1839-1843 ، معرض تريتياكوف، موسكو). زار بريولوف وعالم الآثار والفنان فيدور سولنتسيف ، الذي رافقه ، بسكوف بأمر من الإمبراطور ، حيث رسم الفنان العديد من الرسومات من الطبيعة ودرس الآثار الباقية. ومع ذلك ، ظلت أللوحة غير مكتملة ، على الرغم من اتخاذ هذا النهج الدقيق في إنشائها.
في في سانت بطرسبرغ، توطدت شهرة بريولوف كرسام بورتريه موهوب. اعتبر الكثيرون أنه شرف أن يتم الاستيلاء عليه من قبل السيد اللامع. تنتمي العديد من اللوحات الاحتفالية للنبلاء الروس ، وما إلى ذلك ، إلى قلمه في هذه الفترة. «صور الغرفة الحميمة» لأشخاص بارزين في عصرهم ، تتميز بتفسير أعمق وأكثر جدوى لصورة النموذج. من بين أكثر الأعمال نجاحًا وشهرة في هذا النوع مثل بورتريه للكاتب نيستور كوكولنيك (1836)، والنحات إيفان فيتالي (1837)، والشاعر فاسيلي جوكوفسكي (1837)، والكاتب إيفان كريلوف (1839)، والموسيقي ميخائيل غلينكا. واللذين اصبحا من أصدقاء الفنان. والعديد من الآخرين ؛ يعود تاريخ إنشاء «البورترية الذاتية» الشهيرة (1848 ، معرض تريتياكوف، موسكو) إلى نفس الوقت.
في عام 1837 ، طلب فاسيلي جوكوفسكي من بريولوف رسم صورته للعائلة الإمبراطورية من أجل استخدام العائدات لفدية تاراس شيفتشينكو من العبودية. وافق بريولوف على الفور ، وتم رسم صورة جوكوفسكي، بمساعدة الكونت إم يو فيلجورسكي ، في مزاد المحكمة ، الذي جلب 2500 روبل ضروري للإفراج عن شيفتشينكو. في 22 أبريل 1838 ، تم إطلاق سراح شيفتشينكو ودخل أكاديمية الفنون ، وأصبح لاحقًا أحد الطلاب المفضلين لدى بريولوف.

### السنوات الاخيرة

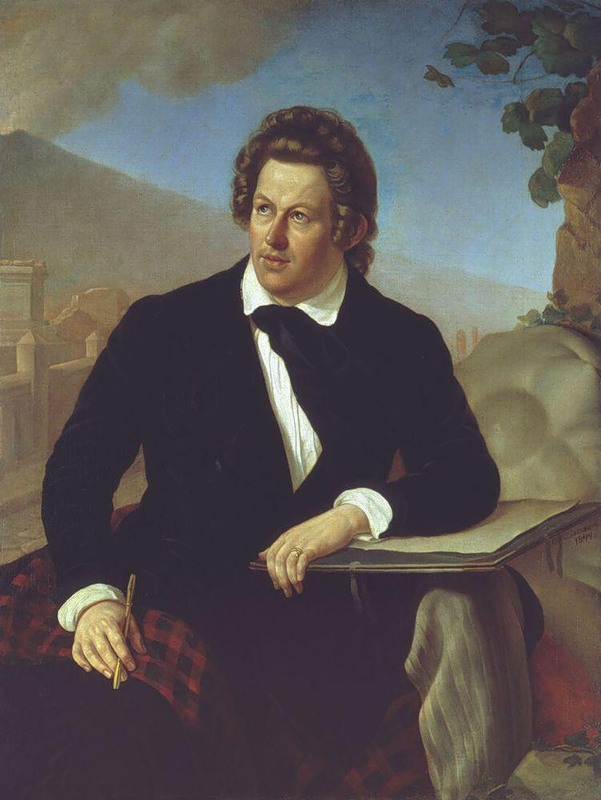
كارل بريولوف بريشة فيدور زافيالوف 1844

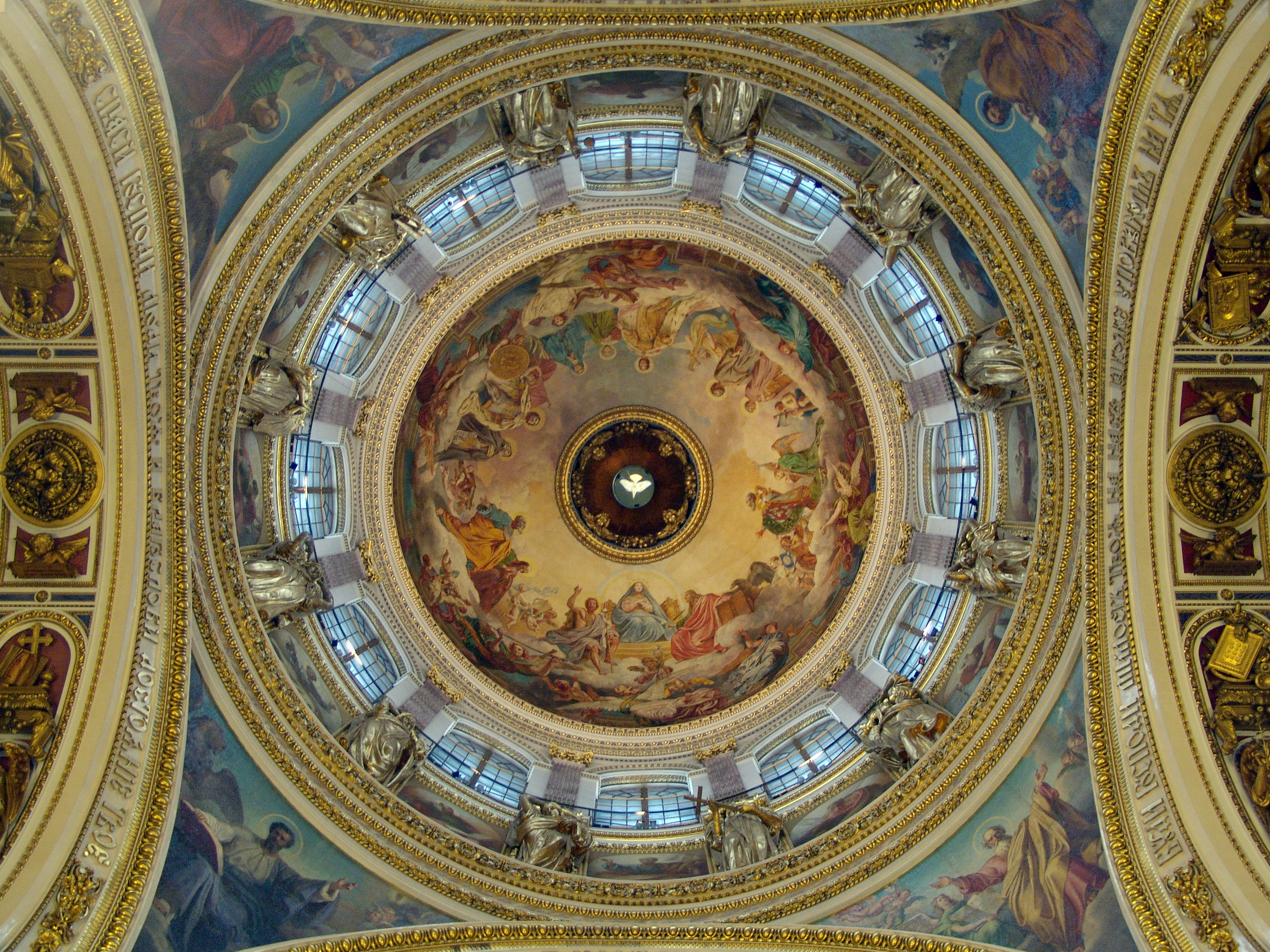
العذراء محاطة بالقديسين. سقف القبة الرئيسية لكاتدرائية القديس إسحاق بريشة كارل بريولوف. تم أكمال رسم أشكال الرسل الاثني عشر في أسطوانة القبة بواسطة الرسام بيوتر بايسن.

في عام 1843 ، تلقى بريولوف ، مع مجموعة من بين أفضل رسامي المدرسة الأكاديمية ، دعوة للمشاركة في رسم لوحة لكاتدرائية القديس إسحاق. طُلب منه أن يرسم سقف قبة كبيرة بأشكال الرسل والمبشرين وسلسلة من اللوحات حول موضوع آلام المسيح. بدأ الفنان العمل على الرسومات باهتمام كبير. بحلول عام 1848 ، تم الانتهاء منها ، وبدأ بريولوف في الرسم بنفسه.
ومع ذلك ، فإن العمل الجاد في الكاتدرائية الرطبة غير المكتملة قوض صحة الرسام السيئة بالفعل ، مما تسبب في مضاعفات لقلبه وتفاقم الروماتيزم، لذلك طلب الفنان في فبراير أعفائه من العمل. تمت الموافقة على طلبه. بحلول هذا الوقت ، كان قد رسم بالفعل جميع الشخصيات الرئيسية في للسقيفة ، لذلك كان على الرسام بيوتر بايسن، الذي كان ينهي عمله ، فقط إنهاء رسم الخلفية وإنشاء العديد من اللوحات لتزيين المساحة المركزية للكنيسة باستخدام السجاد.
في 27 أبريل 1849 ، بناءً على إصرار الأطباء ، غادر بريولوف روسيا وتوجه عبر بولندا وبروسيا وبلجيكا وإنجلترا والبرتغال إلى جزيرة ماديرا لتلقي العلاج. في نفس العام ، عاد الفنان إلى إيطاليا، وفي ربيع وصيف 1850 زار إسبانيا، ودرس لوحة فيلاسكيز وغويا. في نفس العام ، عاد برايلوف أخيرًا إلى إيطاليا. في هذا الوقت ، التقى الفنان بزميل غاريبالدي أ. تيتوني ، الذي عاش في منزله للسنوات الأخيرة من حياته. لا تزال معظم صور بريولوف واللوحات المائية المتأخرة محفوظة في المجموعة الخاصة لهذه العائلة. تتميز العديد من الأعمال في هذه الفترة ببعض الإثارة المسرحية والرومانسية للصور ، فضلاً عن الرغبة في التقاط روح العصر نفسه من خلال الصور المقدمة ، وتحويلها إلى أدلة تاريخية دقيقة. كانت آخر تحفة للفنان هي صورة لصديقه القديم ، عالم الآثار مايكل أنجلو لانسي ، تم إنشاؤه عام 1851.

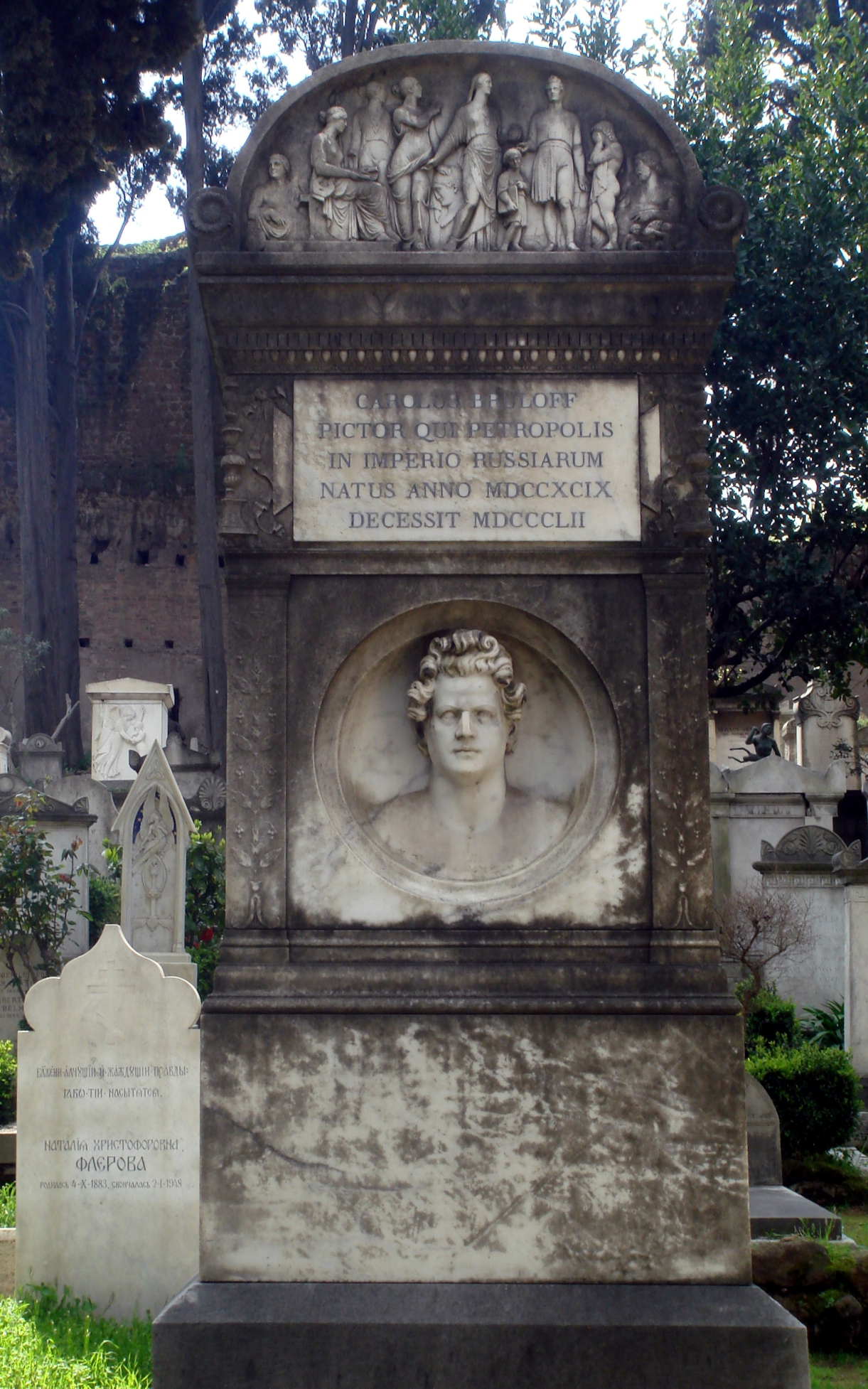
شاهد قبر كارل بريولوف في المقبرة البروتستانتية في روما.

توفي كارل بافلوفيتش بريولوف في 11 يونيو عام 1852 عن عمر يناهز 52 عامًا في بلدة مانزيانا بالقرب من روما، حيث عولج بالمياه المعدنية. وبحسب شهادة المندوب الروسي في روما ، فإن الوفاة حدثت بعد ثلاث ساعات من مجموعة نوبات أختناق.
ودُفن الفنان في المقبرة البروتستانتية في مونتي تيستاشيو، وفقًا للطقوس اللوثرية.

## الحياة الشخصية
لسنوات عديدة ، ارتبط بريولوف بالكونتيسة يوليا سامويلوفا ، التي كانت ملهمته ونموذجه في أغلب لوحاته.
في عام 1838 ، التقى بريولوف بإميليا تيم البالغة من العمر 18 عامًا ، ابنة عمدة مدينة ريغا جورج فريدريش تيم ، ووقع في حبها. في 27 يناير 1839 ، تزوجا ، ولكن بعد شهر ، افترق الزوجان إلى الأبد. غادرت إميليا مع والديها إلى ريغا، واستمرت إجراءات الطلاق التي بدأها بريولوف حتى عام 1841. ظل سبب الانفصال غير معروف لمجتمع بطرسبورغ، الذي ألقى باللوم على زوجها في كل شيء. أصبح بريولوف ، الذي تعرض للافتراء ، حسب قوله ، من قبل زوجته وعائلتها منبوذًا. يجادل الباحثون بأن السبب الحقيقي للانفصال هو علاقة إميليا بأحد أقاربها ، والتي استمرت بعد زواجها. على الأرجح ، علم بريولوف بخيانة العروس قبل الزفاف مباشرة ، والتي مع ذلك حدثت تحت ضغط من والدي إميليا. في هذا الوقت العصيب بالنسبة للفنان ، تم دعمه من قبل يوليا سامويلوفا التي جاءت من إيطاليا إلى سانت بطرسبرغ.

## معرض لأشهر أعمال الفنان

لوحات فنية
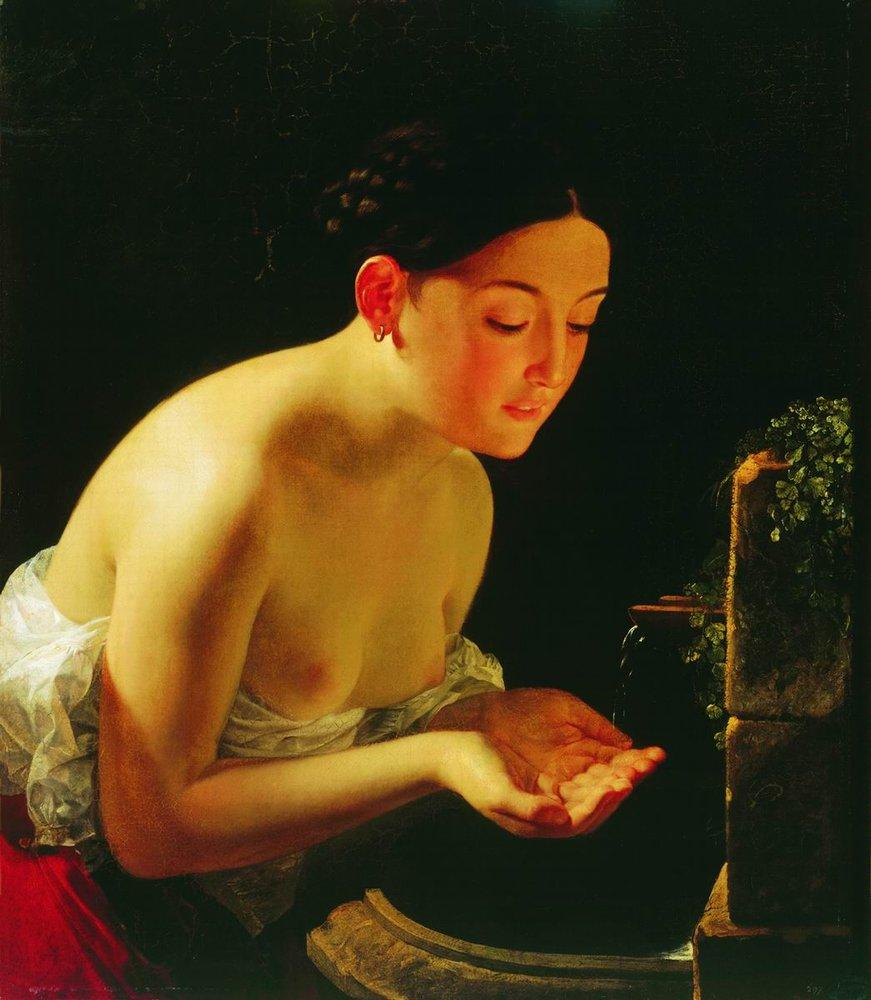
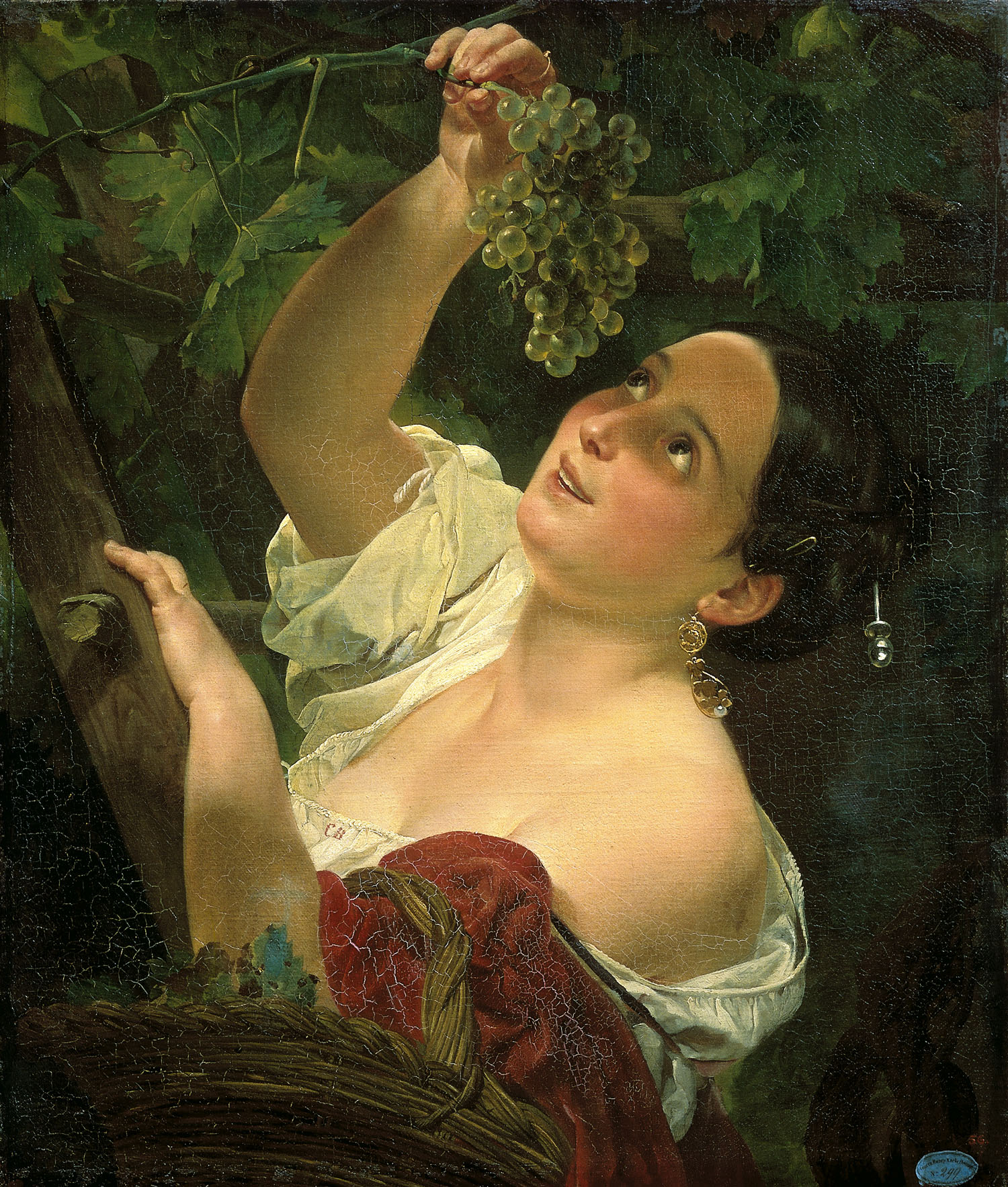
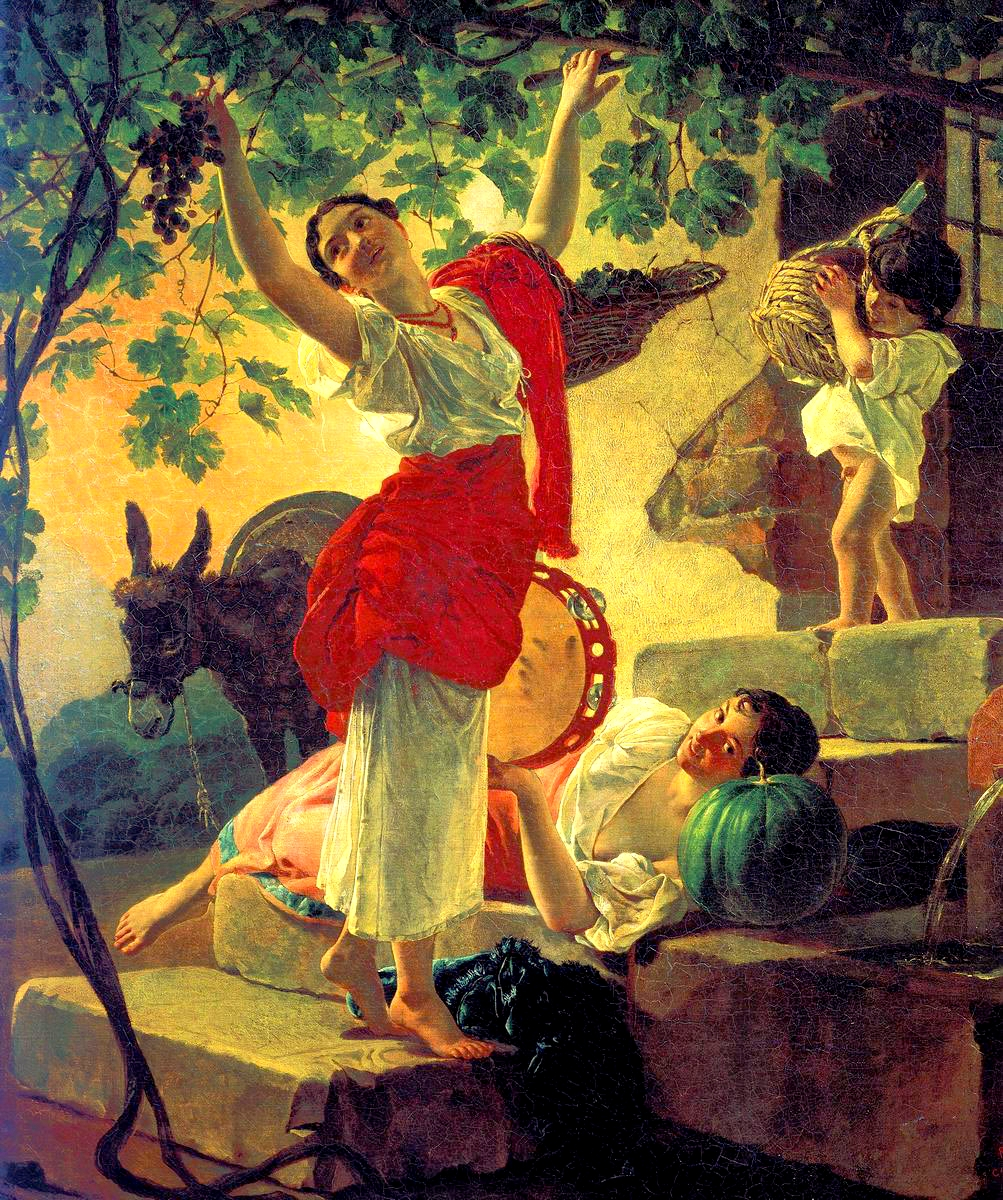
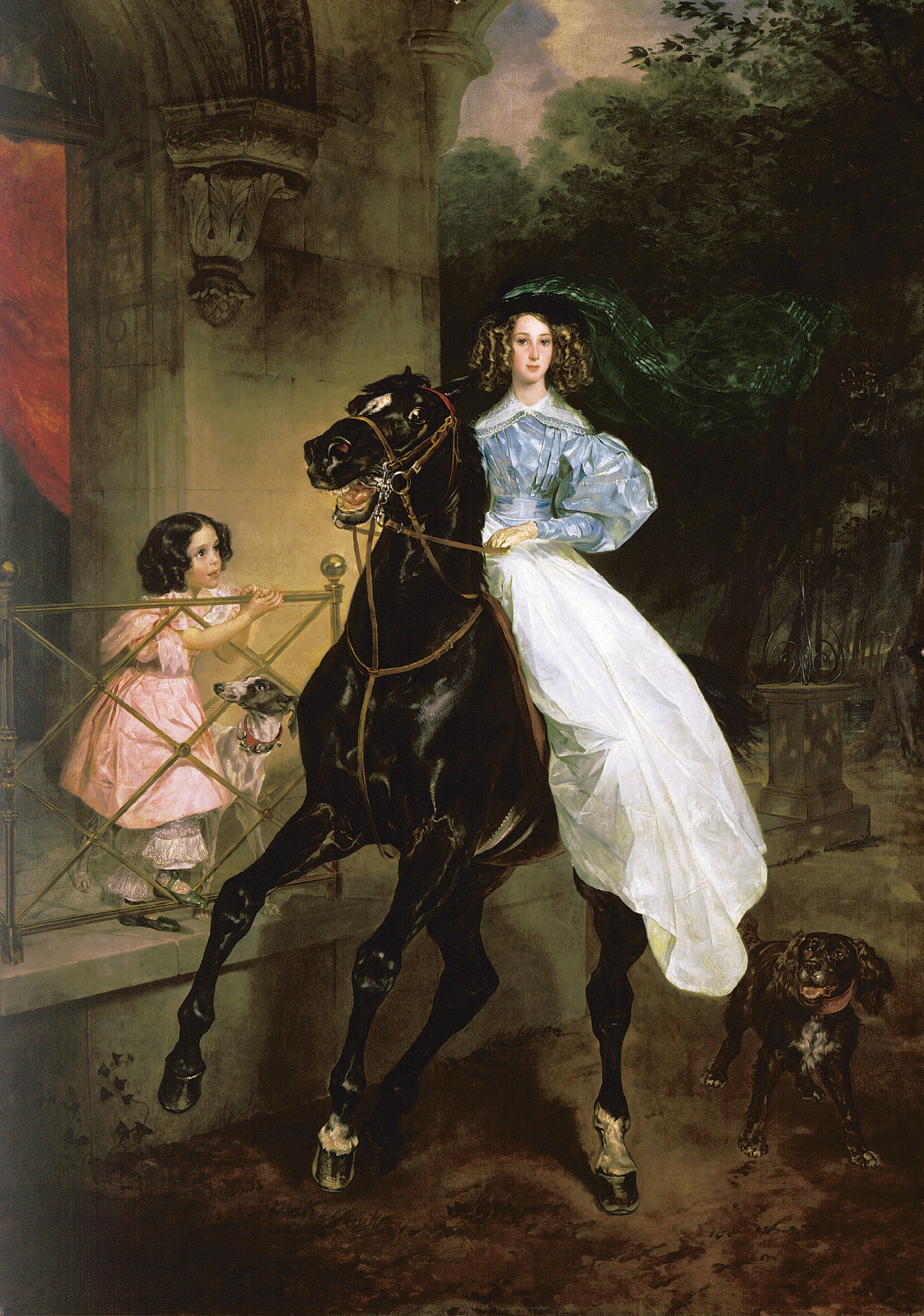
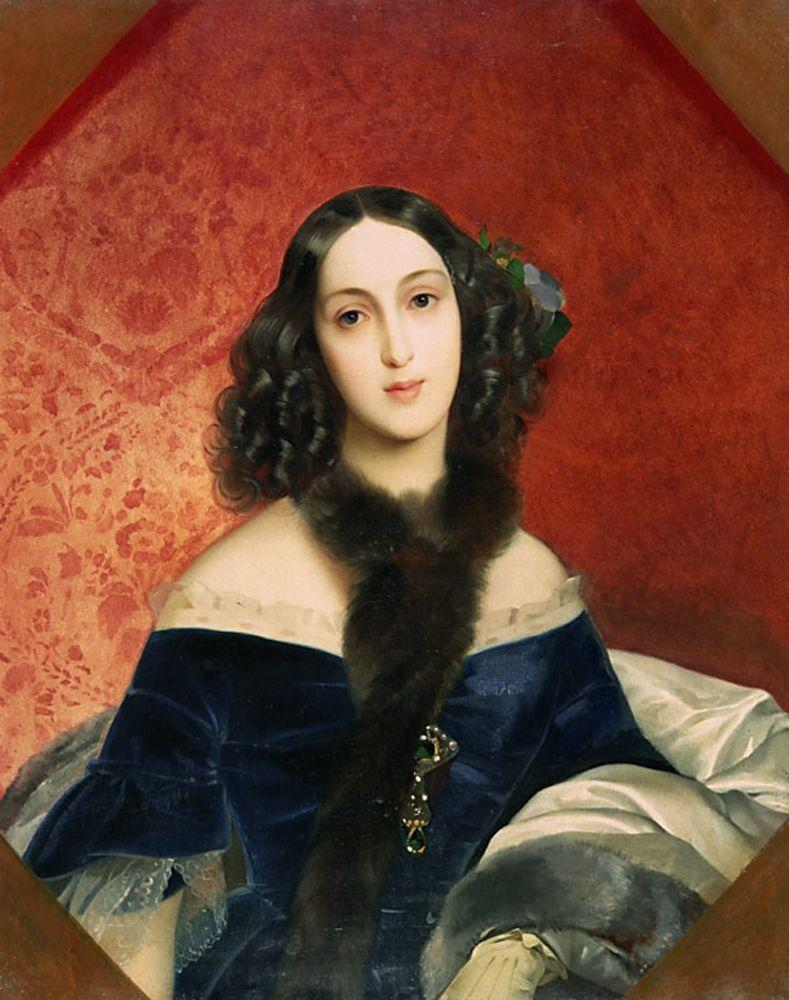
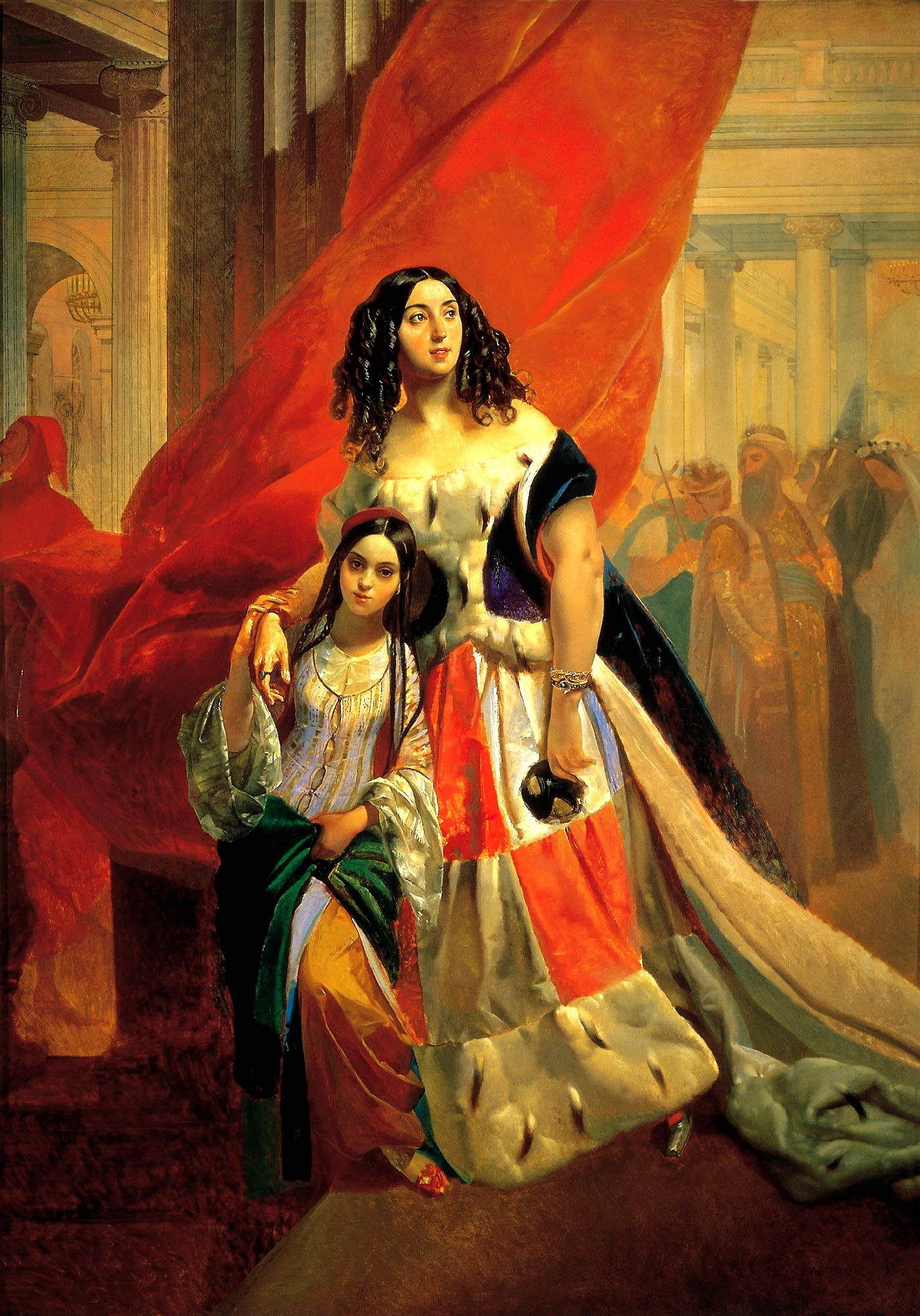
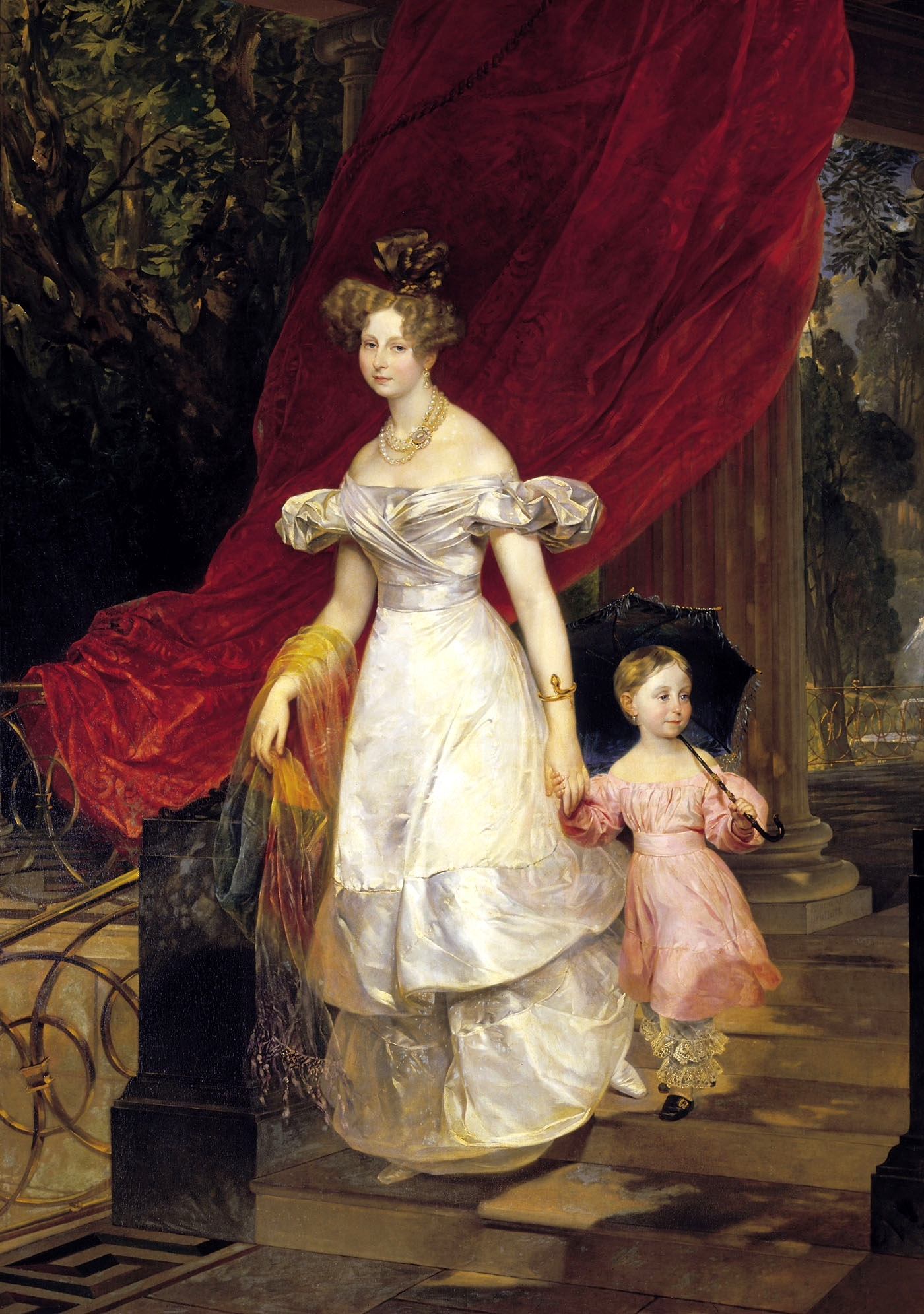
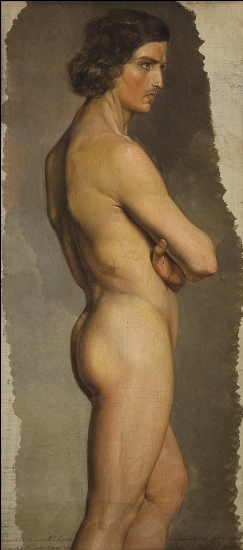

بورتريات
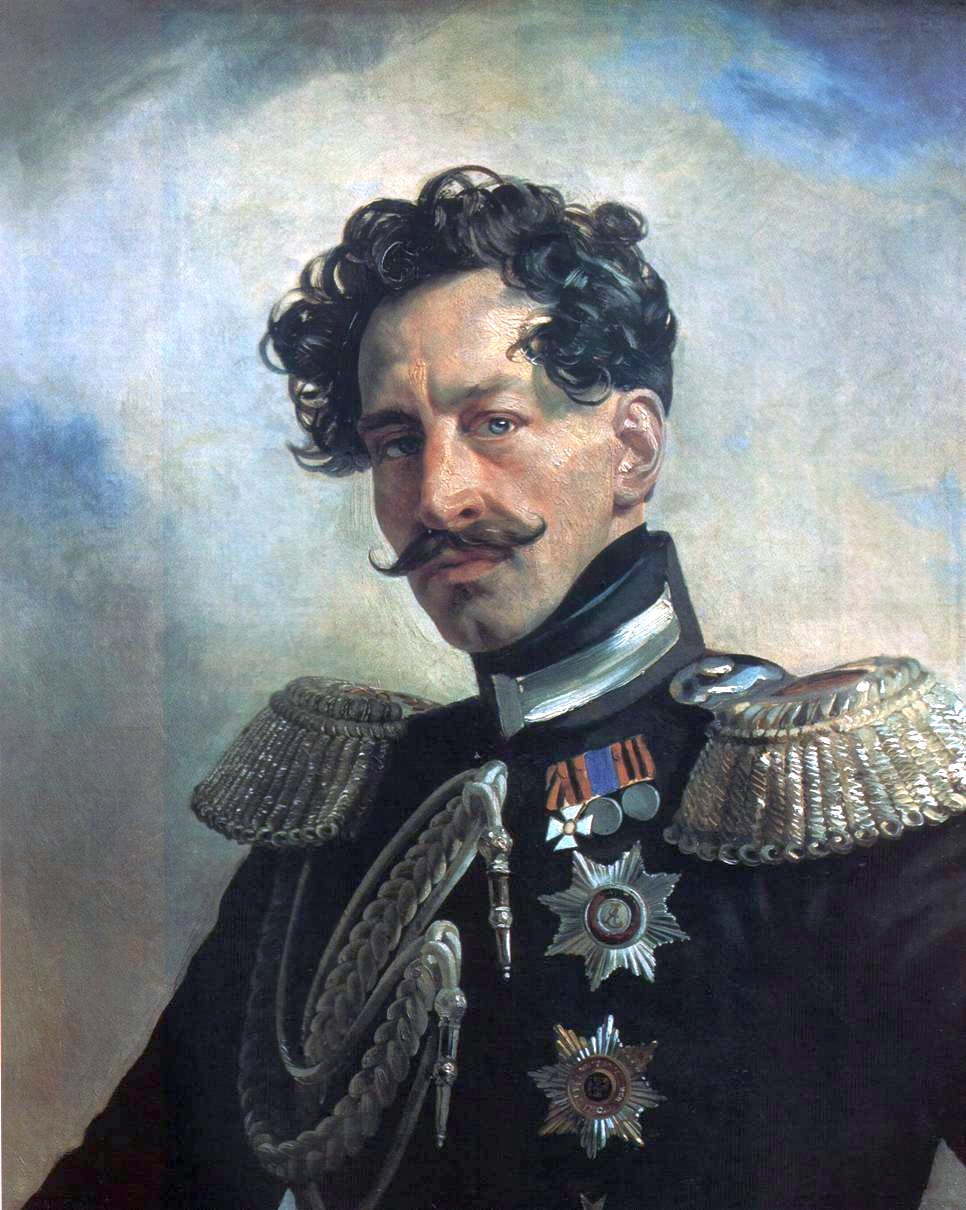
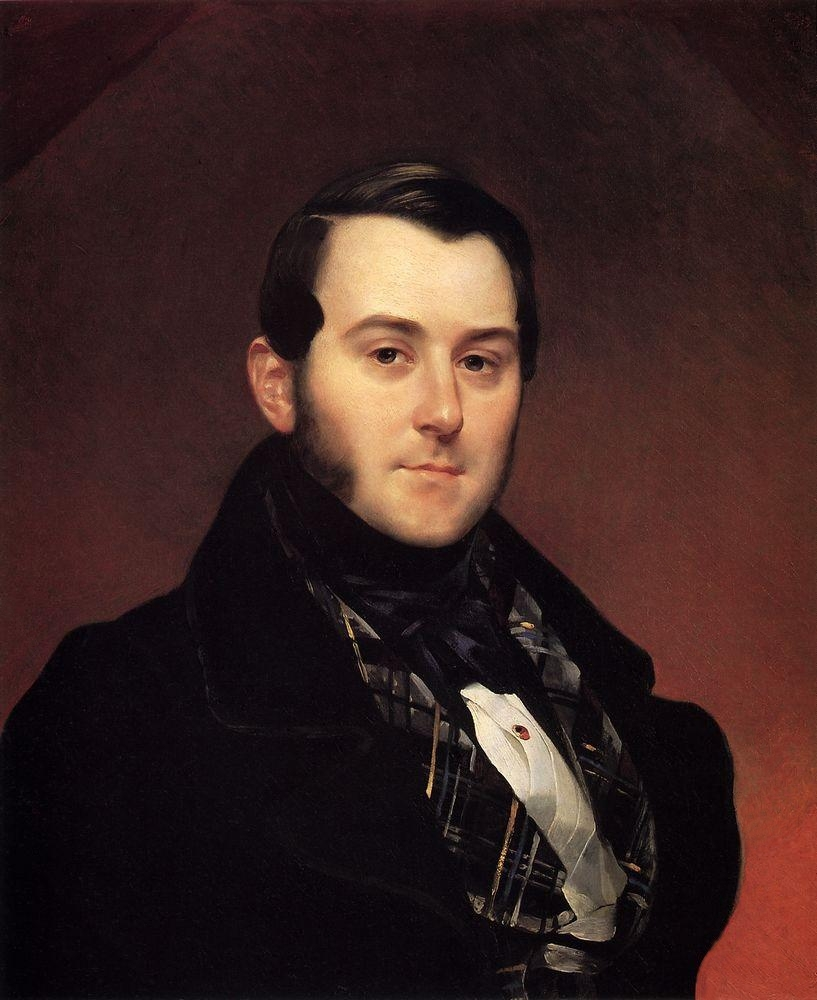
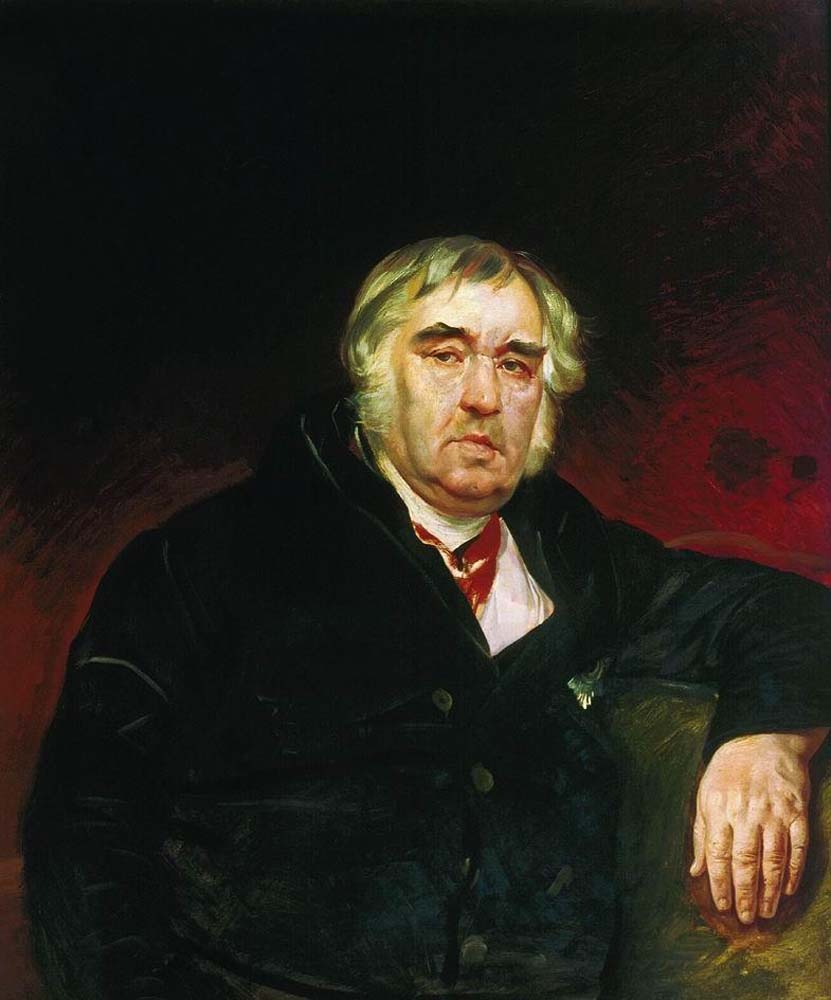
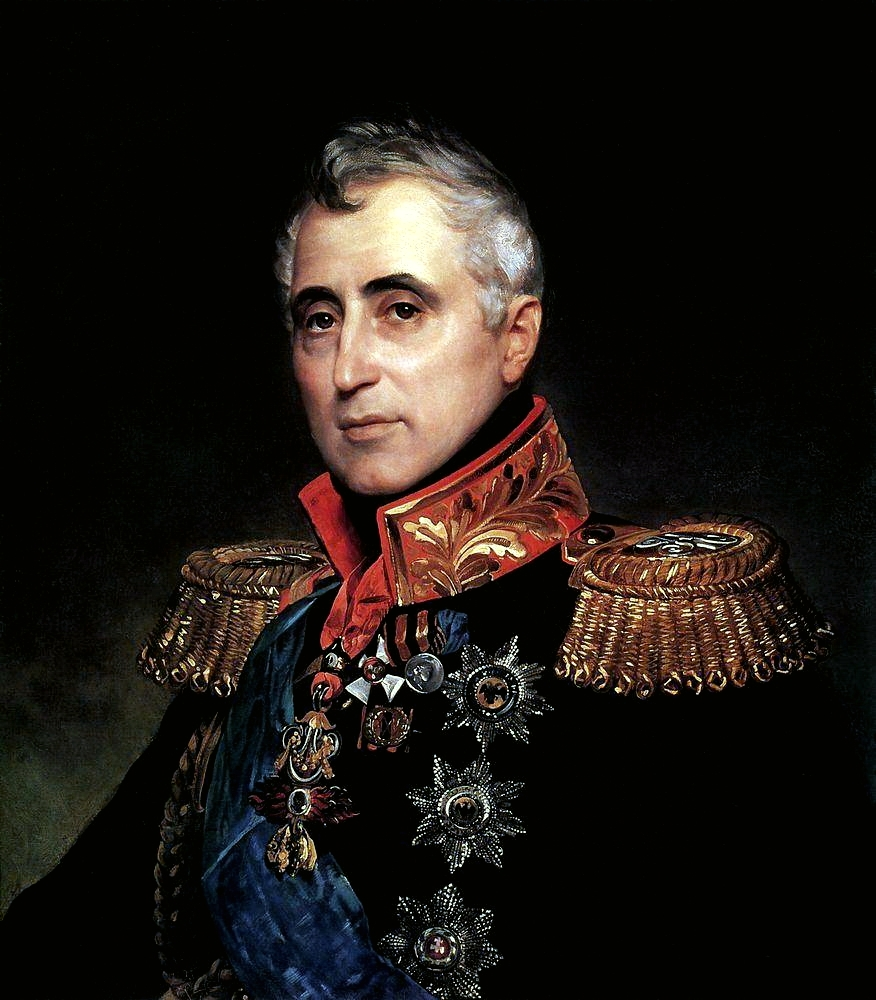
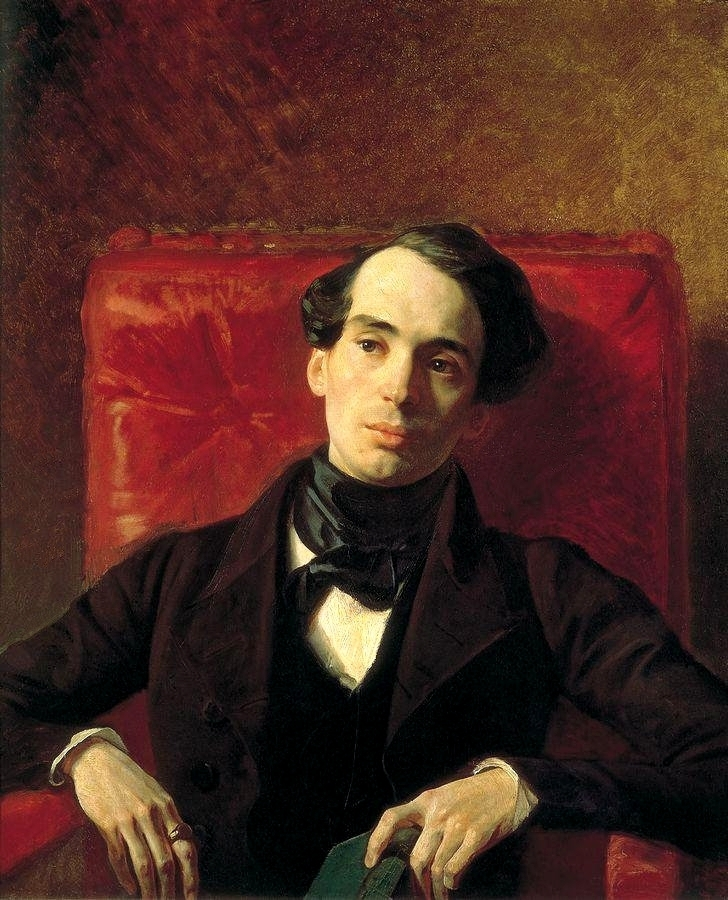
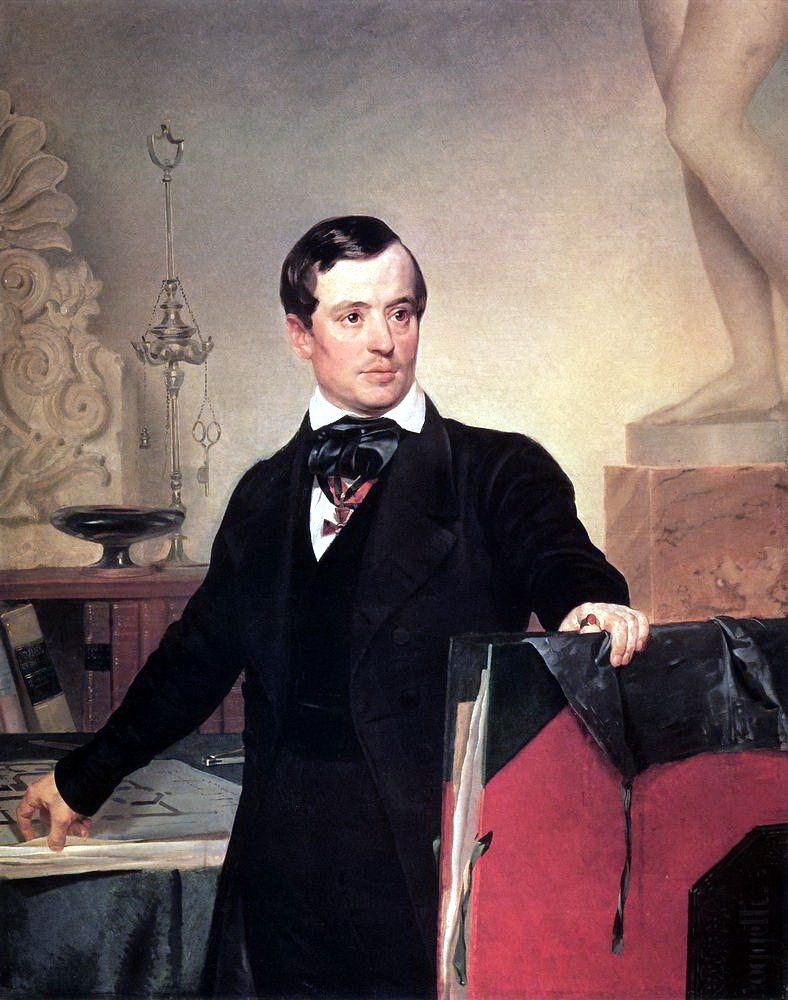
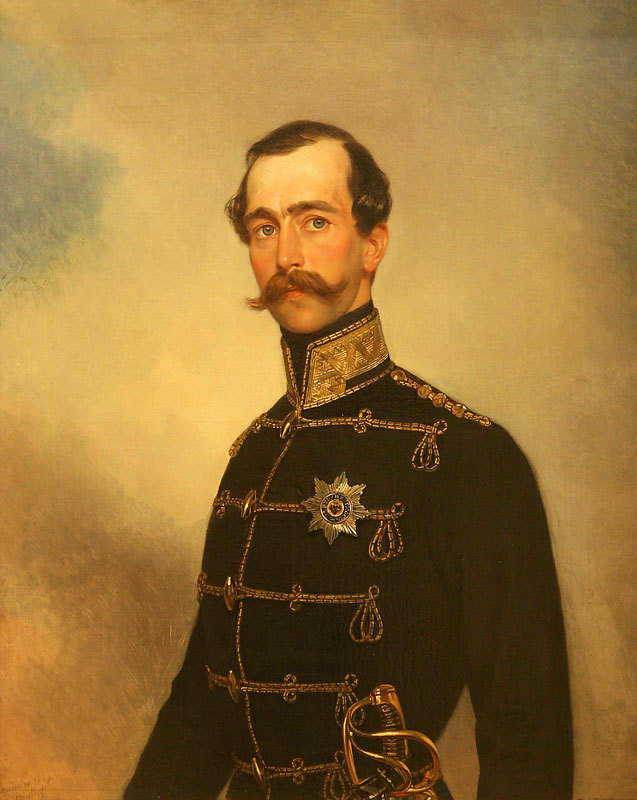
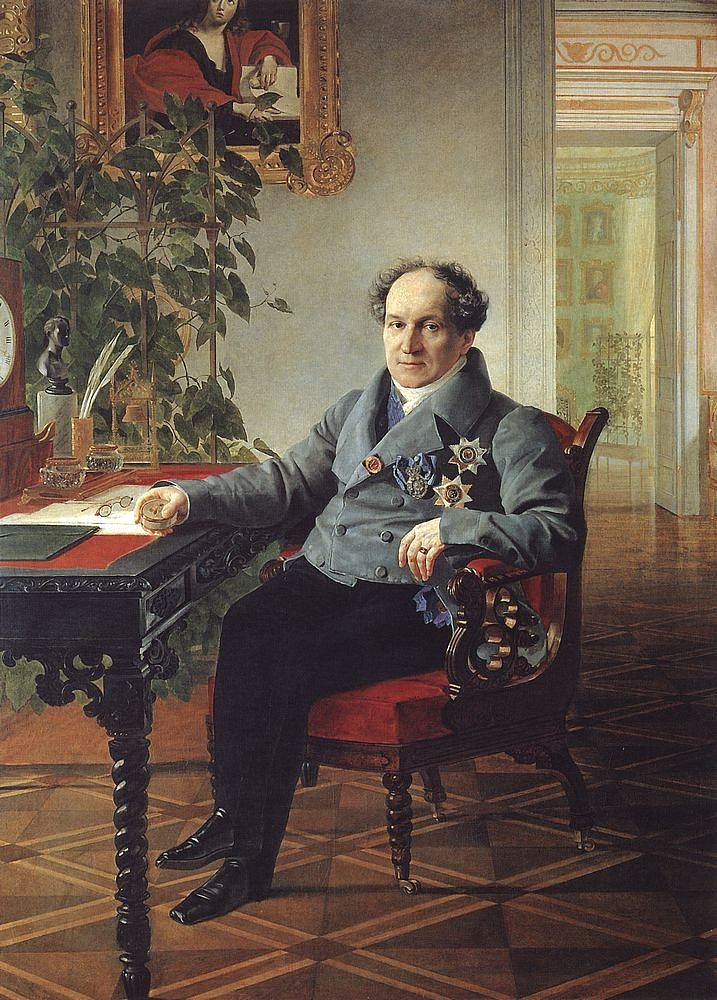

ألوان مائية
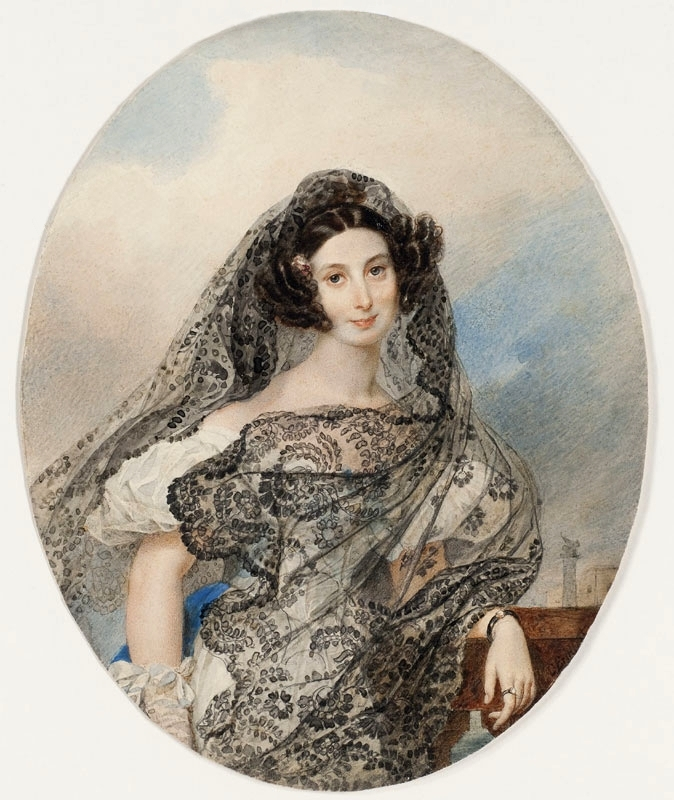
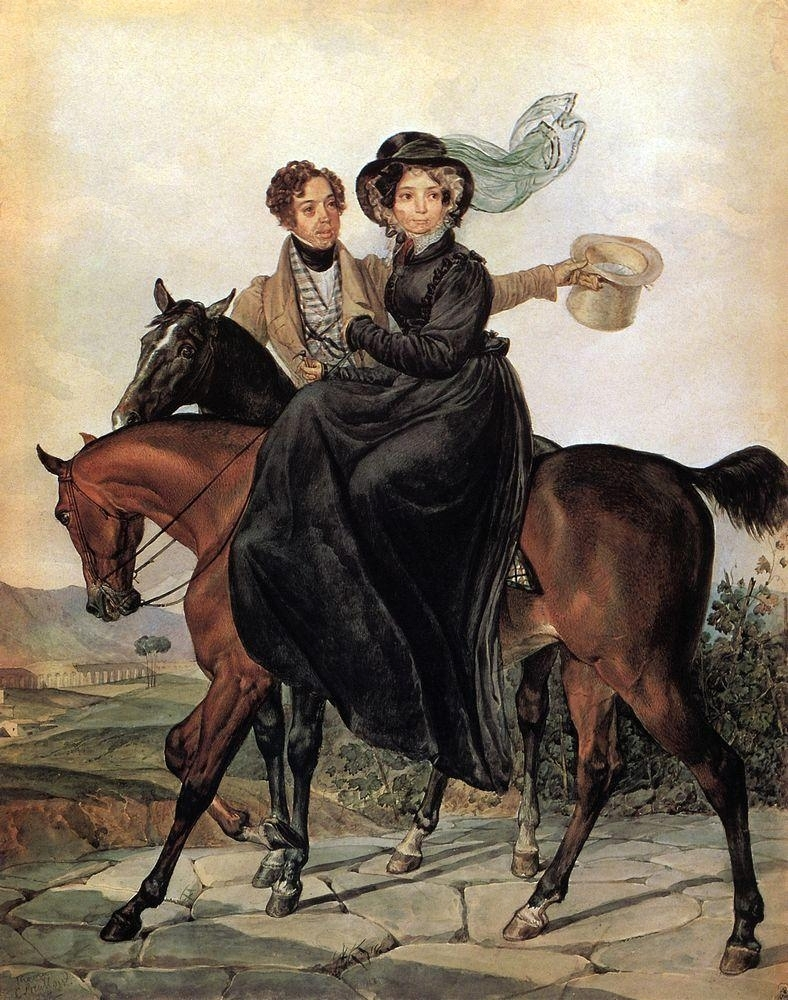
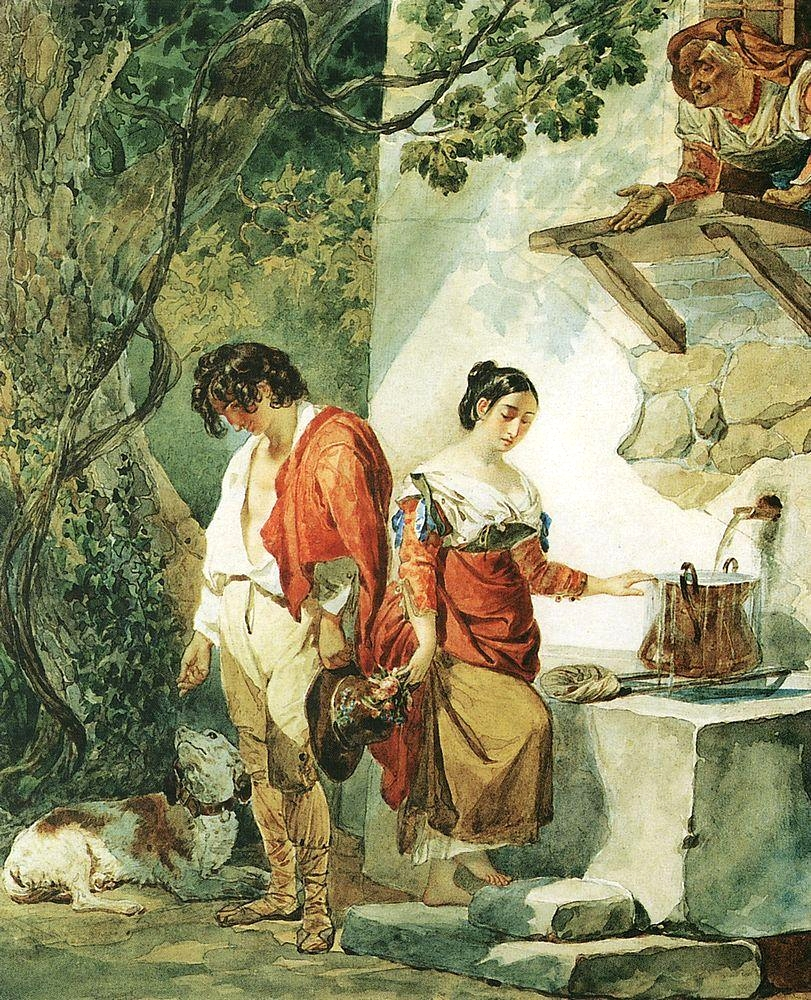
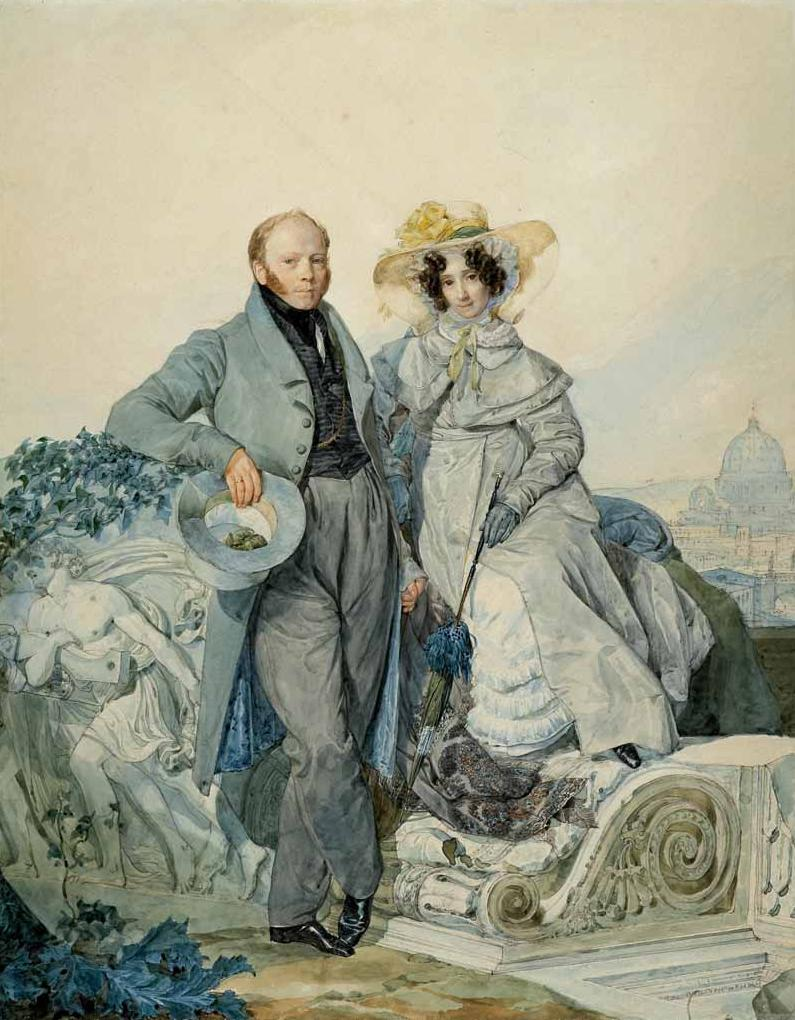
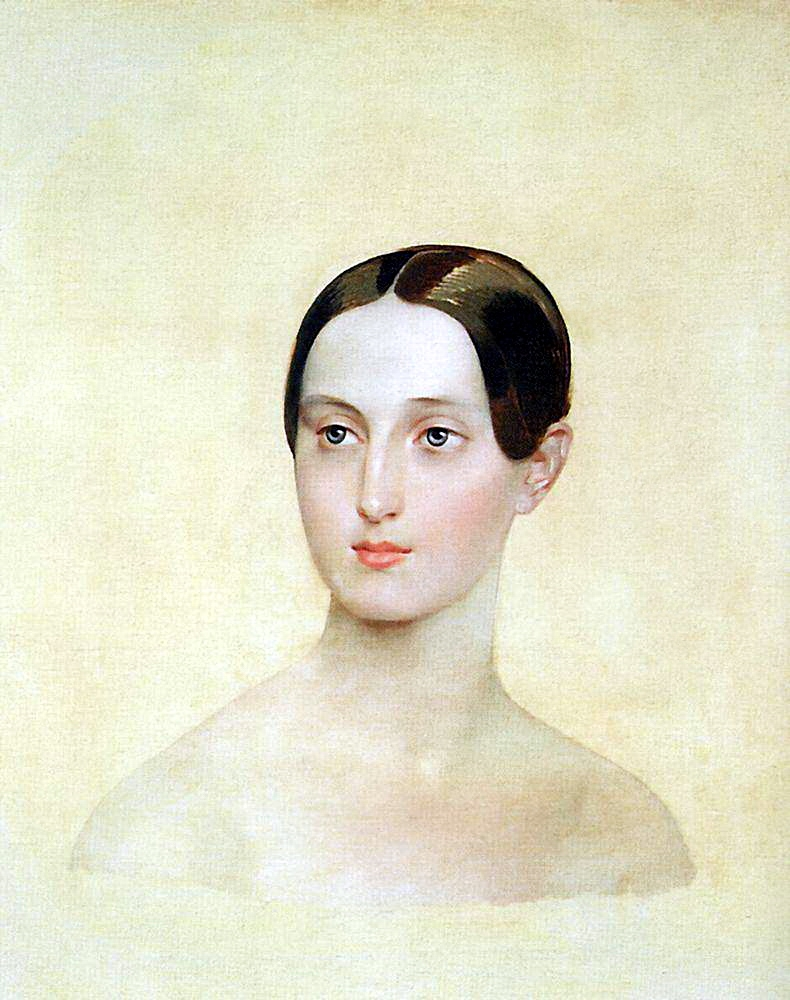
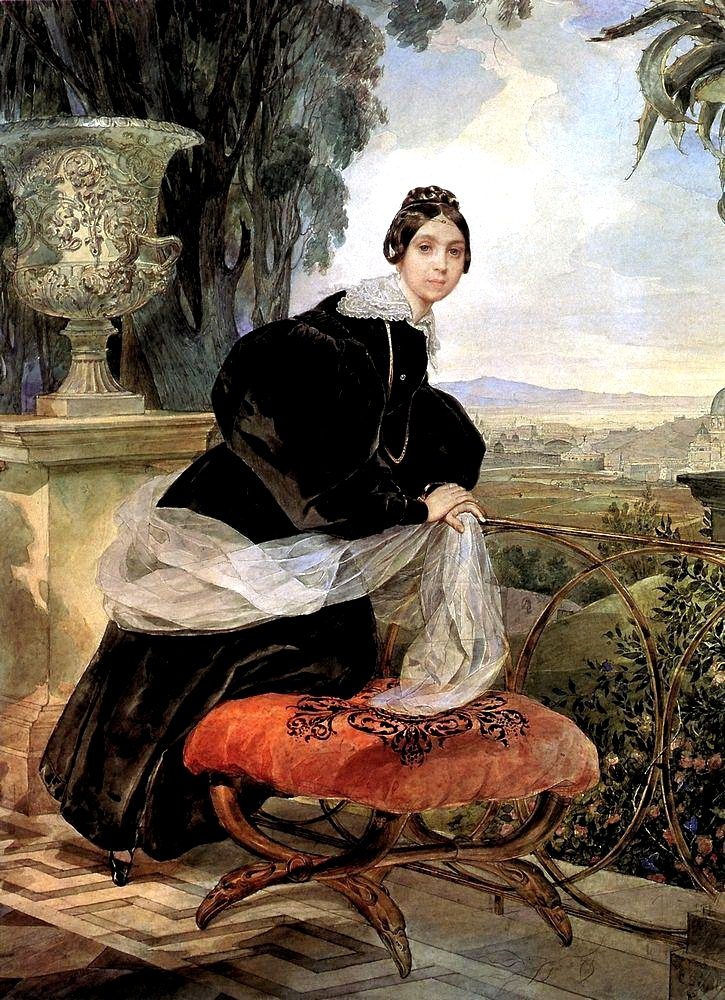
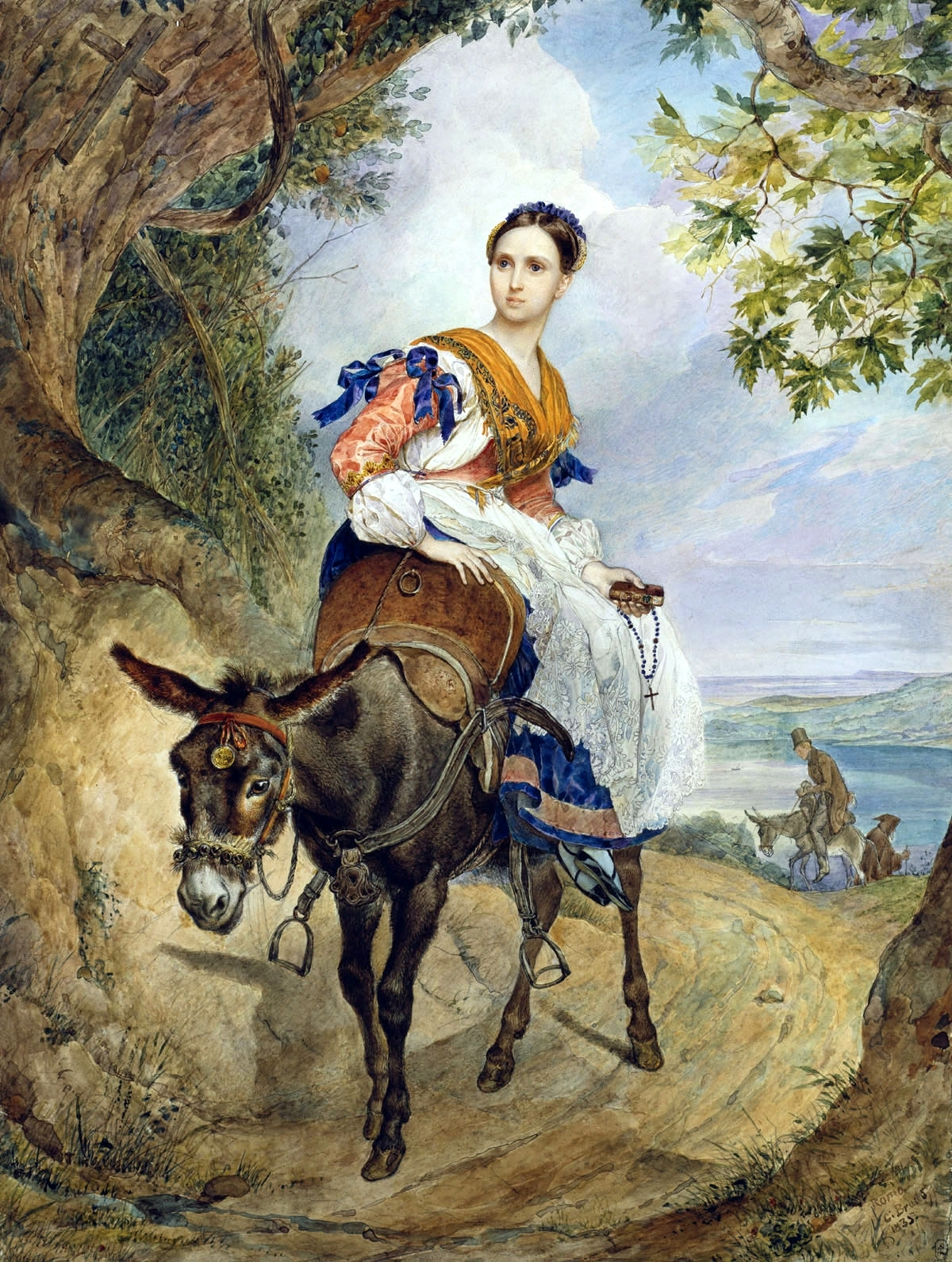
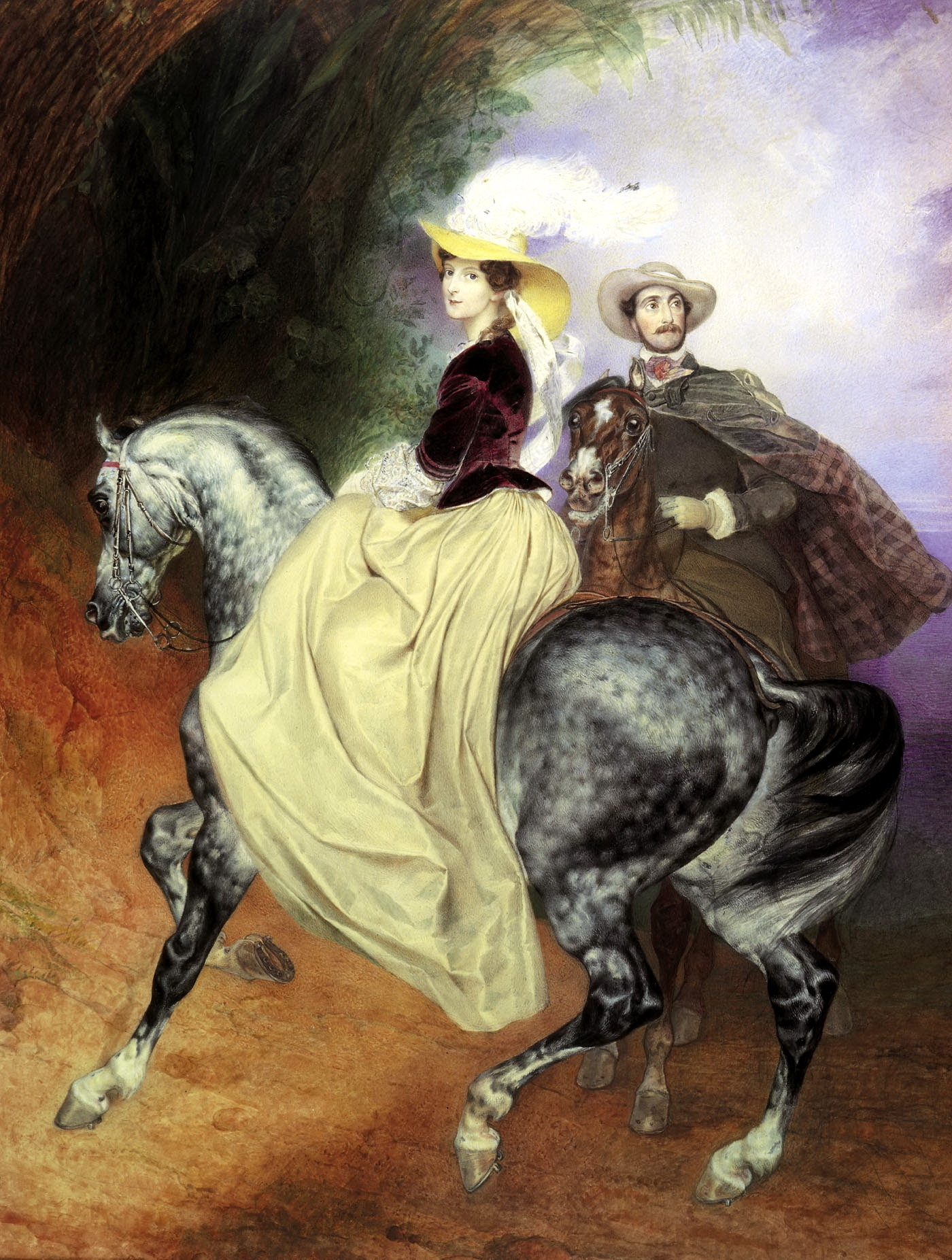
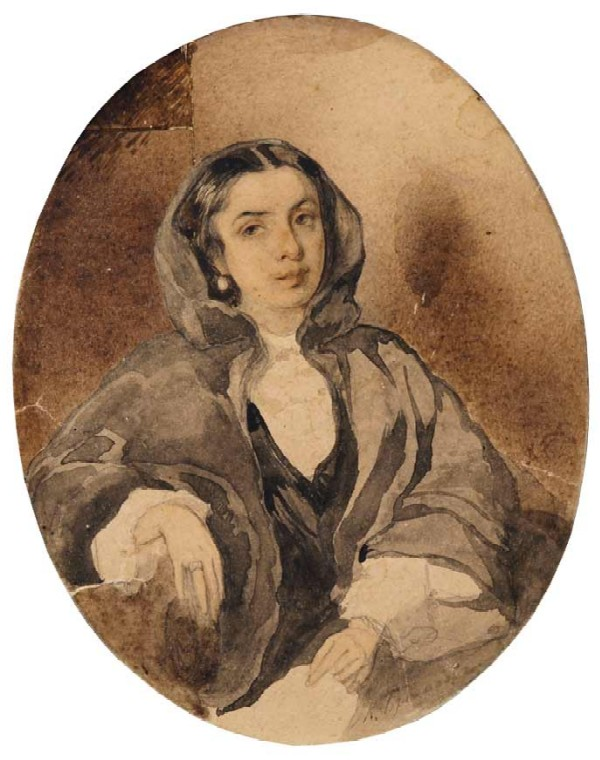

## التقييمات
كان بريولوف معاصرًا لديلاكروا وإنجرس. رسم جيريكو «طوافة ميدوسا» في عام 1819 ، ورسم ديلاكروا مذبحة خيوس في عام 1824 ، و «الحرية تقود الشعب» في عام 1830. وبالتالي ، من الناحية الموضوعية ، لم تكن أعمال بريولوف شيئًا جديدًا - فهي تتناسب جيدًا مع النظام الأكاديمي، الذي ينتمي له الفنان. ولكن في لوحات بريولوف ، هناك بعض الاندفاع والحركة المراوغة ، فهي ممتعة وليست داكنة اللون. الحزن الذي يسود لوحاته اللاحقة يجعل بريولوف أقرب إلى الرومانسيين.
الموقف من تراث الفنان في البيئة الثقافية غامض. بوشكين، غوغول، وفيت والعديد من الآخرين أعجبوا باعماله ، بينما أدان تورغينيف الزخرفة والرومانسية المجردة في أغلب لوحاته. حسب تعريفه ، كتب بريولوف «طقطقة اللوحات مع المؤثرات، ولكنها بدون شعر وبدون مضمون ...».

## التأثير
لم يكن لبريولوف ، على عكس بوشكين وصديقه جلينكا، تأثير كبير على الرسم الروسي كما فعلوا في الأدب والموسيقى، ومع ذلك ، يمكن تتبع الاتجاه النفسي للوحات برولوف في جميع أساتذة الرسم الروس من هذا النوع: من كرامسكوي وبيروف إلى سيروف وفروبيل.
درس الفنان الروسي الشهير نيكولاي غي عمل بريولوف بعمق ودقة. في لوحاته الأولى ، يمكن للمرء أن يشعر بوضوح بالتأثير القوي للوحات بريولوف ، حتى التشابه في استخدام بعض التقنيات التركيبية واللونية ، وتصوير أوضاع الشخصيات وإيماءاتها.

## تخليد
- سمي شارع في موسكو باسم كارل بريولوف.

- تم تسمية شارع في سانت بطرسبرغ على اسم الأخوين بريولوف.[7]

- في 20 سبتمبر 2013 ، في جزيرة ماديرا، في الحديقة المركزية لمدينة فونشال ، تم تركيب تمثال نصفي من البرونز لكارل بريولوف.[8]

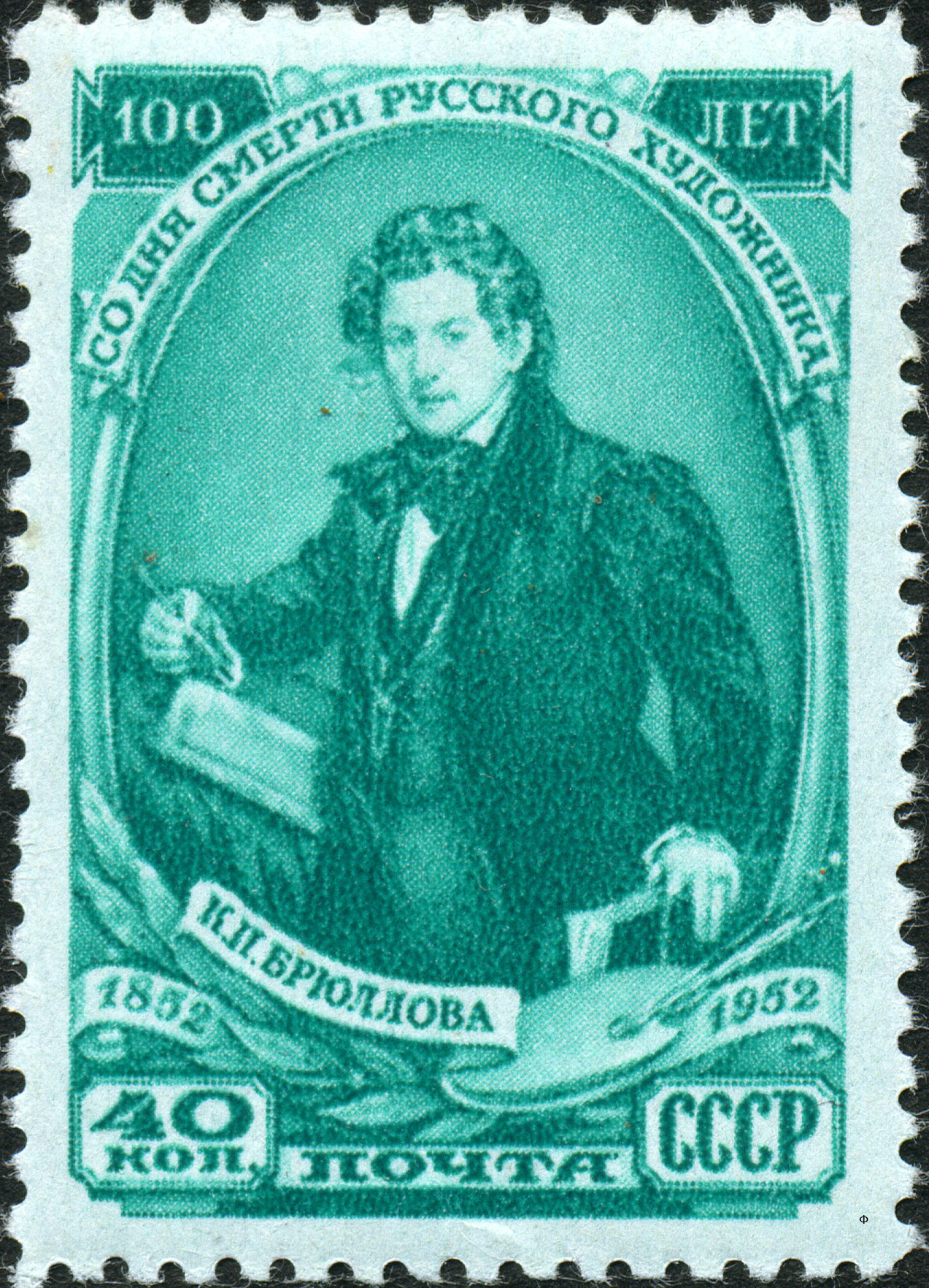
طابع بريد اتحاد الجمهوريات الاشتراكية السوفياتية ، 1952
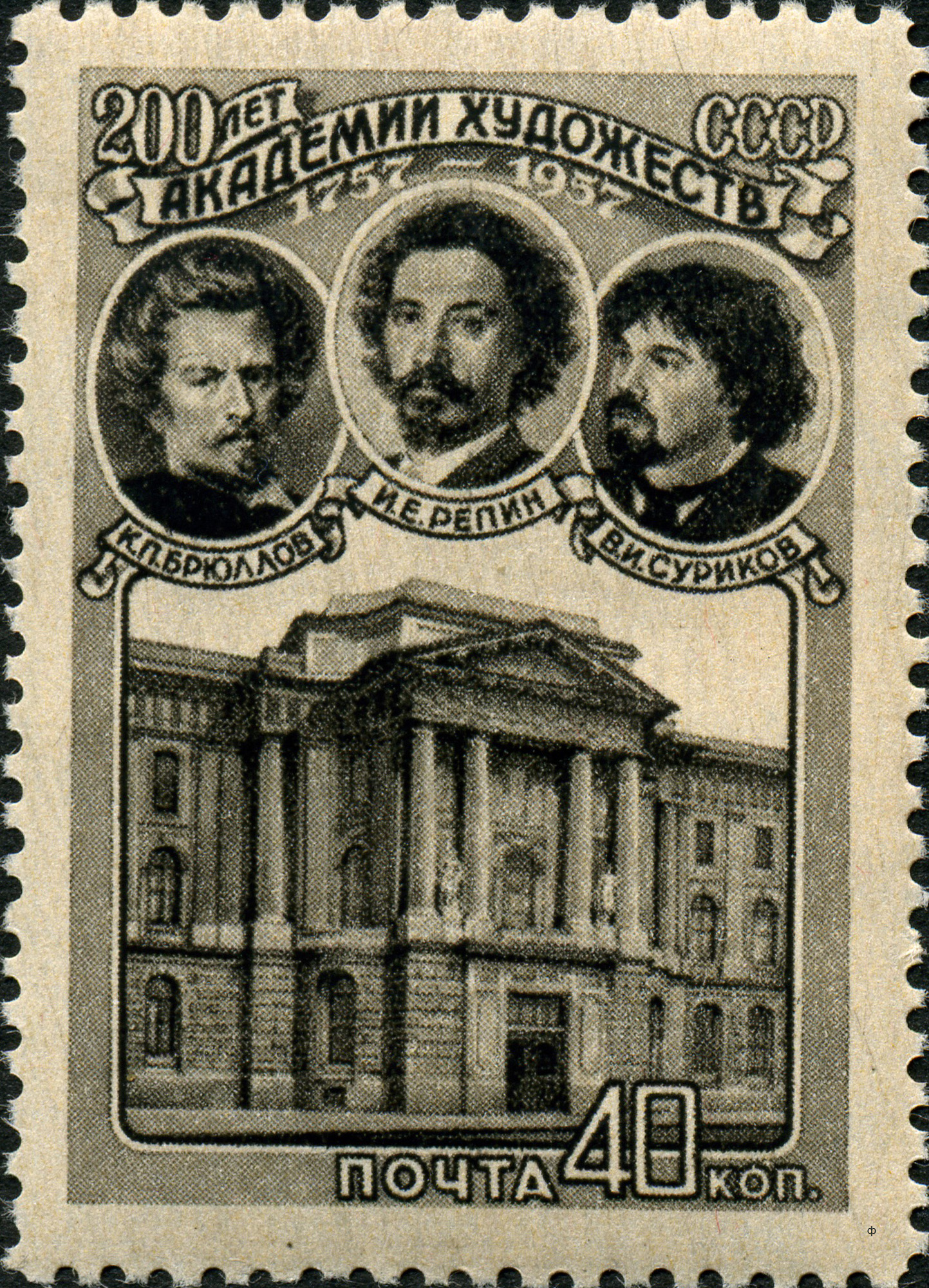
طابع بريد اتحاد الجمهوريات الاشتراكية السوفياتية من عام 1957 بعنوان 200 عام في أكاديمية الفنون: كارل بريولوف ، فاسيلي سوريكوف ، إيليا ريبين.
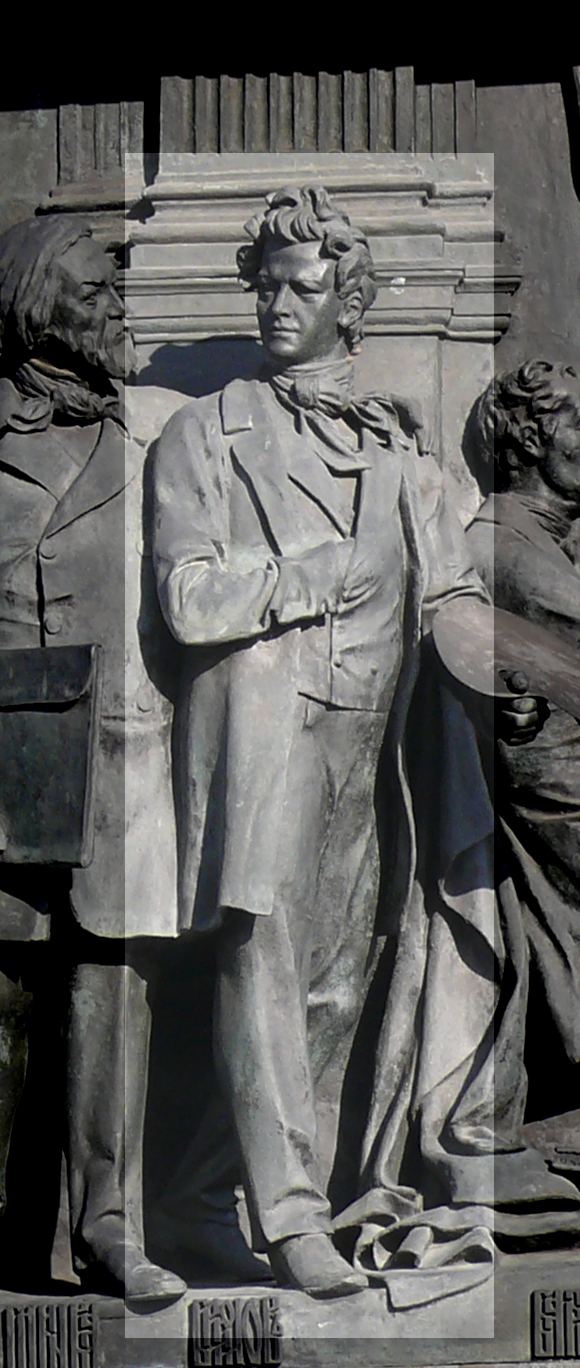
كارل بريولوف في النصب التذكاري "الذكرى 1000 لروسيا" في فيليكي نوفغورود.
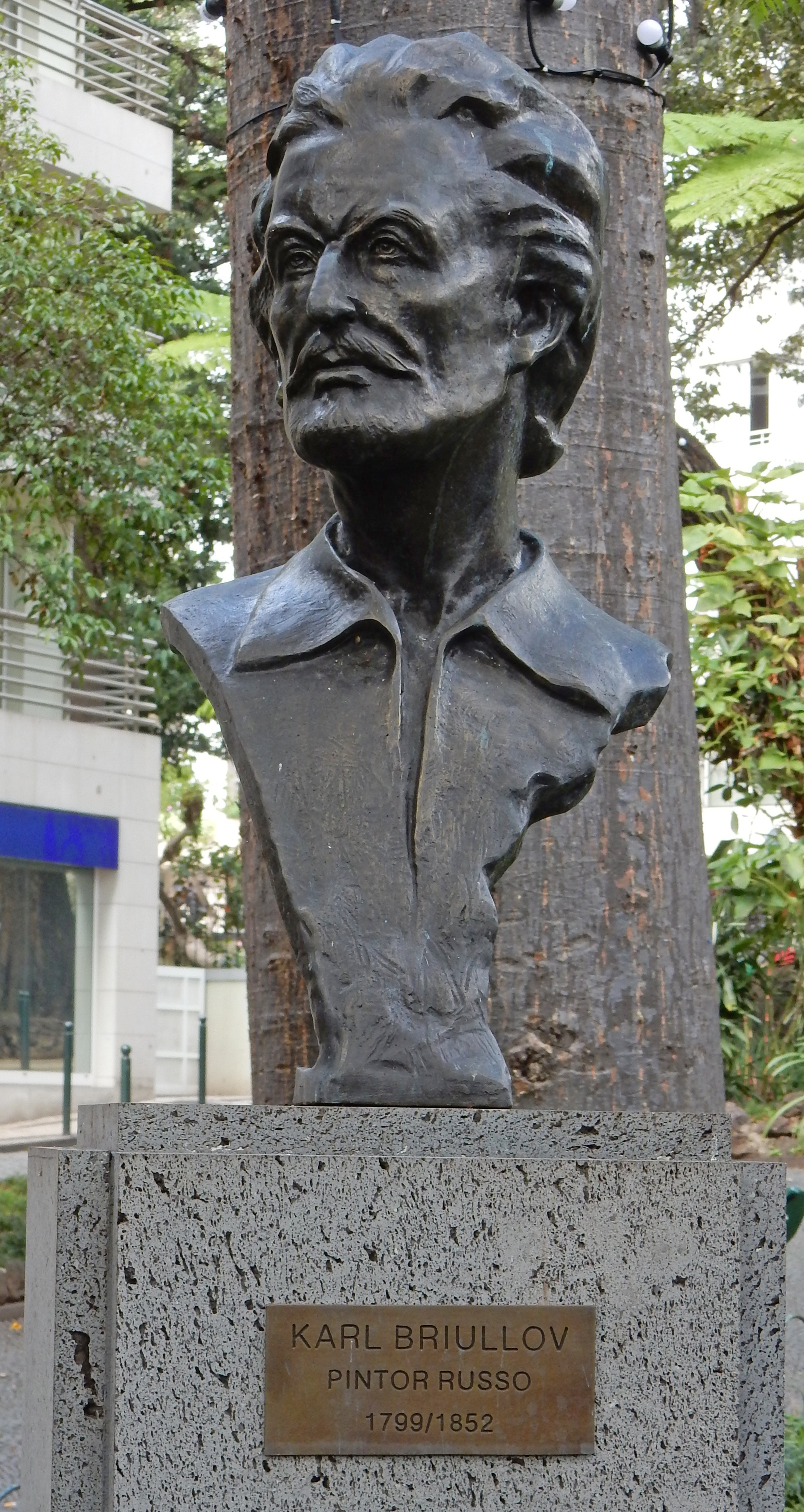
تمثال نصفي من البرونز لكارل بريولوف في المنتزه المركزي في فونشال بجزيرة ماديرا (البرتغال).
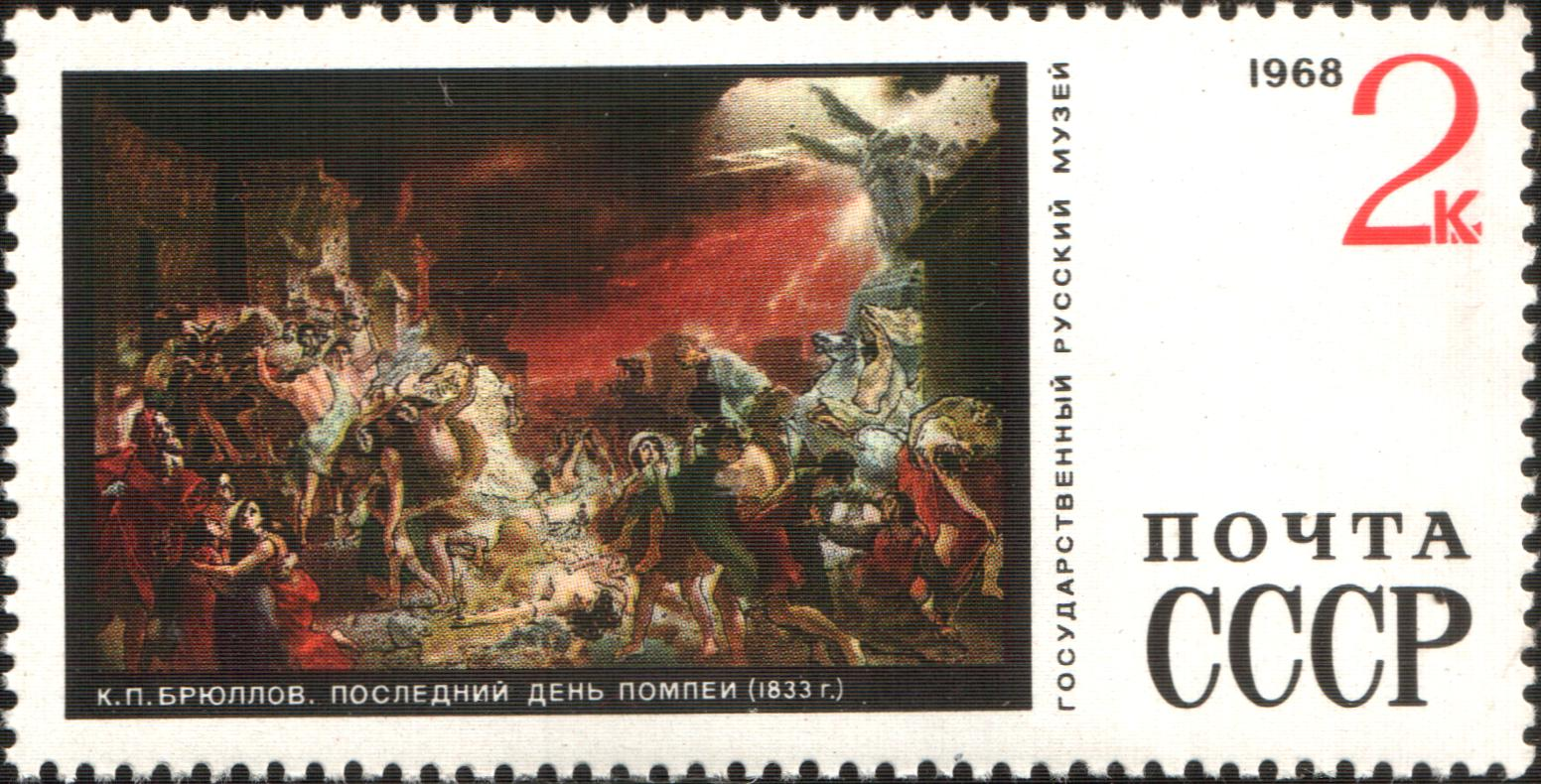
طابع بريدي لاتحاد الجمهوريات الاشتراكية السوفياتية ، 1968: لوحة "اليوم الأخير لبومبي"
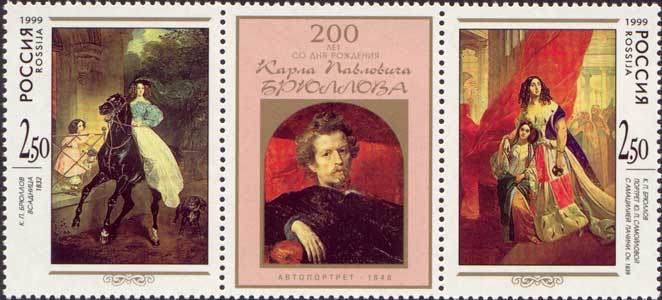
طابع بريد روسيا ، 1999